# Bratislava
Bratislava (německy Pressburg, maďarsky Pozsony, do roku 1919 slovensky Prešporok / Prešporek, do roku 1919 česky Prešpurk) je hlavní a největší město Slovenska, centrum Bratislavského kraje a historická metropole někdejších žup Prešpurské a Bratislavské. Rozkládá se na obou březích Dunaje, v jihozápadní části země, při hranici s Rakouskem a Maďarskem. Žije zde přibližně 479 tisíc obyvatel.
Centrální část Starého Města je památkovou zónou, historické jádro spolu s Bratislavským hradem a Podhradím je památkovou rezervací.
Symbolem Bratislavy (vyobrazeným i na jejím logu) je Bratislavský hrad se čtyřmi věžemi v rozích a nádvořím uprostřed nebo také architektonicky zajímavý Most SNP (postavený v druhé polovině 20. století), klenoucí se nedaleko historického jádra metropole jako jeden ze šesti mostů přes Dunaj, který Bratislavou protéká.

## Název
Nejstarší známý název města je Braslavespurch (907) v Salcburských análech (Annales Juvavenses maximi). Pravděpodobně dostalo město svůj název podle svého vládce či správce. Mohl to být slovanský princ Braslav Sávský († 897), který vládl městu v 9. století, nebo muž jménem Predslav, který je uveden v seznamu jmen velkomoravských magnátů, žádná z těchto dvou variant však nebyla dostatečně zdokumentována.
Další zachovaná pojmenování jsou Brezalauspurch, Poson (1002), Brezesburg (1042), Bosenburg (1045), Brecesburg (1048), Bresburc, Brezisburg, Preslawaspurch (1052); latinsky Posonium, řecky Istropolis, maďarsky Pozsony, německy Pressburg (dříve Preßburg); z toho vznikla pojmenování Prešpurk či Prešporok.

Oficiální logo Bratislavy

V letech 1830 až 1840 používali přívrženci Ľudovíta Štúra následující formy: Břetislav a později Břetislava, po kodifikaci nové slovenštiny v roce 1843 Braťislava (nad Dunajom); případně Tatranská Vratislava (z Braslaveburg = Vratislavův hrad). Formu Břetislav(a) v roce 1837 zavedl Pavel Josef Šafařík ve svém díle Slovanské starožitnosti. V historickém názvu Brecisburg (1042) viděl slovanskou formu Bracislaw/Brecislawa a mylně předpokládal, že město založil český kníže Břetislav I. 
Ve slovenštině se používal také z maďarštiny odvozený název Požúň.
Po vzniku Československa vznikly spory o novém jménu města. Slovenští Američané přišli s názvem „Wilsonovo mesto“ po tehdejším prezidentovi USA Woodrow Wilsonovi. Německá a maďarská většina obyvatel města podporovaly zachování dosavadních jmen Pressburg a Pozsony. Vyskytovalo se i označení Brecislava. Až 6. června 1919 získalo město oficiální název Bratislava.

## Přírodní poměry
Celé město se rozkládá v severozápadní části Podunajské nížiny, v předhůří Malých Karpat, nedaleko od soutoku Moravy s Dunajem. Právě Malé Karpaty představují část jen málo dotčené přírody, do metropole zasahující jako klín. Dnes jsou upravené jako velký lesopark. Kolem Dunaje se nachází také velké množství slepých ramen s lužními lesy a nivami, některé z nich byly rekultivovány a přebudovány jako parky. 46,8 km² z rozlohy města (110 m² na osobu) tvoří právě příroda.
Rovinatý charakter krajiny umožnil rozšíření Bratislavy ze středověkého města na moderní metropoli, rozkládající se na obou stranách veletoku Dunaje, se současnou rozlohou 367 km². Omezení růstu jsou a byla tedy spíše politického charakteru (státní hranice) – západním směrem se rozkládá od roku 1918 Rakousko a jižním pak Maďarsko. Bratislava je tak jediné hlavní město na světě, které hraničí se dvěma státy zároveň.

### Podnebí
Poloha Bratislavy v severozápadní části Podunajské nížiny z ní činí jedno z měst s nejteplejším podnebím na celém Slovensku. Okolí města je zemědělsky intenzivně využíváno a patří k nejúrodnějším částem země. Průměrná roční teplota je zde okolo 9,9 °C, v červenci dosahuje 21 °C, v lednu pak −1 °C. Sluneční svit zde činí průměrně 2447 hodin ročně, úhrn srážek pak 401 mm za rok.

## Dějiny

### Počátky vzniku města
Okolí Bratislavy bylo osídleno již v dobách neolitu, souvislé osídlení je však datováno až z období let 400 př. n. l. až 50 př. n. l., tehdy tu žili Keltové a měli zde dokonce oppidum (opevněné sídliště) s vlastní mincovnou. Ty nahradili později Germáni; středem řeky poté procházela hranice Římské říše.
Po zániku Říma následovalo stěhování národů a do dnešní Bratislavy přišli Slované a také Avaři. V 7. století se město stalo součástí Sámovy říše a později Nitranského knížectví. V 9. století bylo připojeno k říši Velkomoravské.

### Uherské období

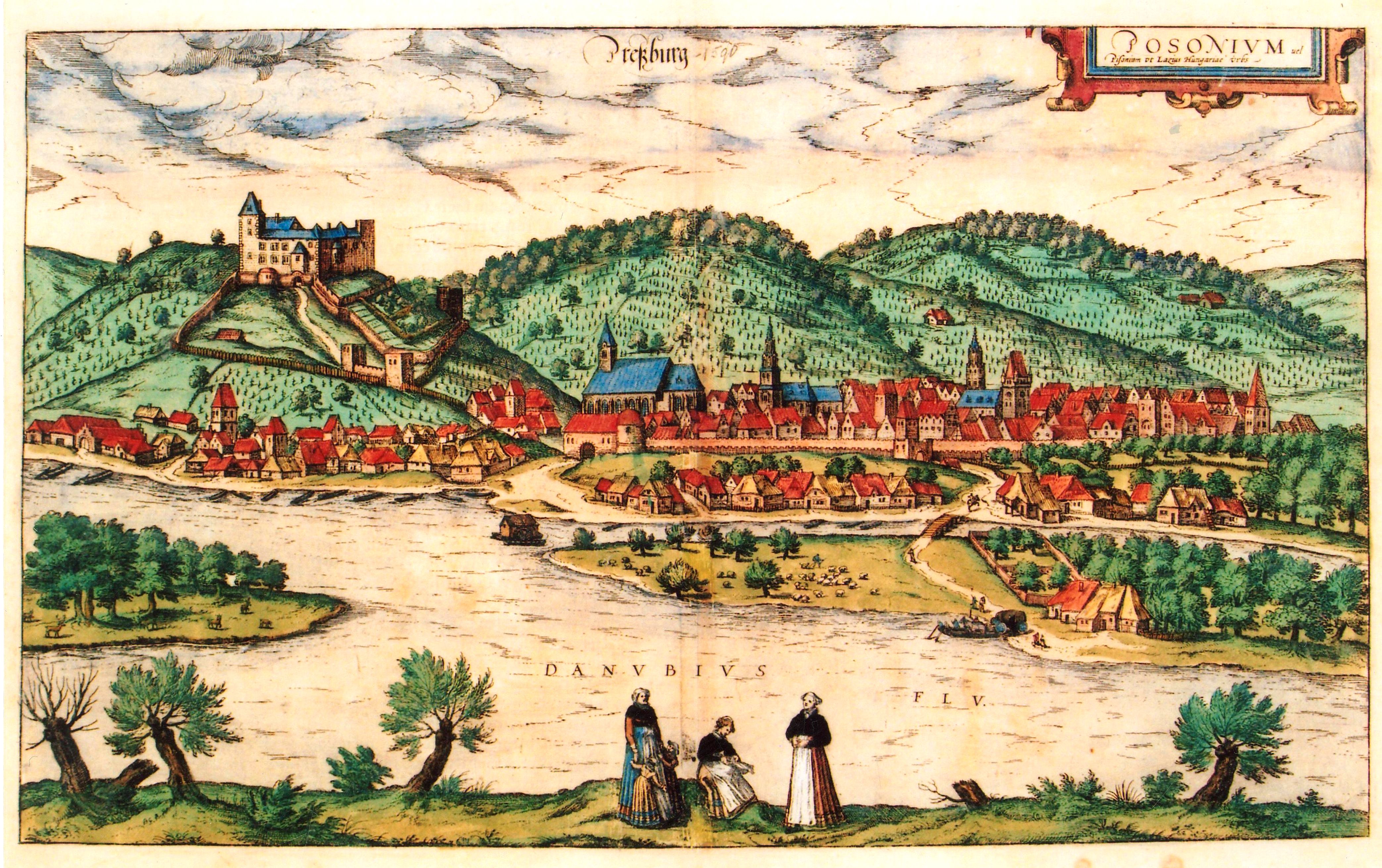
Bratislava v 16. století

Po tomto období se město stalo na tisíc let součástí uherského státu. Za vlády prvního uherského krále Štěpána I. došlo k rozvoji, hlavně náboženskému; budovaly se nové kostely a vznikl i kamenný hrad, tehdy jeden z nejlépe opevněných v celém Uhersku. Stále ještě přetrvával význam města z časů Velké Moravy. Bratislava se jako Poson či později Pozsony následně vyvíjela jako provinční uherské město.
V letech 1241 a 1242 na Bratislavu během svých nájezdů zaútočili Mongolové, avšak město ani hrad nedobyli. Zpustošení okolí města však vedlo k přísunu německých kolonistů a tím pádem i k rozšiřování němčiny.
Koncem 13. století (1291) udělil král Ondřej III. Bratislavě městská práva, v roce 1436 udělil král Zikmund Lucemburský městu vlastní znak. V roce 1465 založil Matyáš Korvín Academii Istropolitanu, první univerzitu na území Uherska. Bratislava takto byla podpořena vzhledem k tomu, že ji a její obyvatelstvo předtím zdecimovaly vojenské boje a povodně. Velký nárůst jejího významu pro celé Uherské království však přišel spolu s vpádem Osmanů do Uherska. Budín totiž padl a Osmanská říše jej zabrala na více než sto let. Důležité instituce tak musely být přesunuty právě do Bratislavy a ta se mezi lety 1536–1784 stala hlavním městem. Korunováno zde bylo několik králů a sídlil tu také ostřihomský arcibiskup.

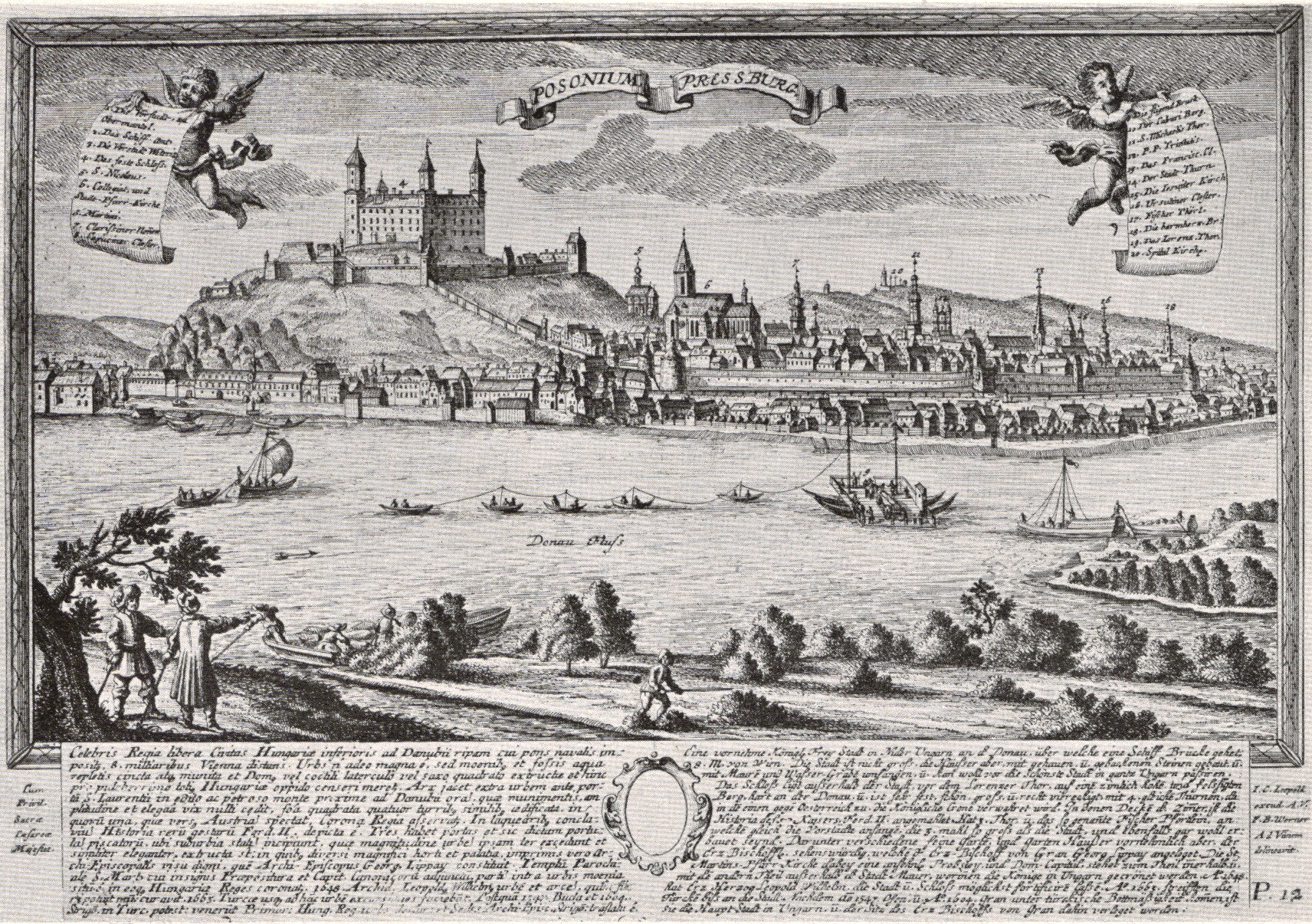
Bratislava v roce 1735

Při morové epidemii roku 1711 tu zahynulo 3 860 lidí. Na jejich počest byl vybudován sloup Nejsvětější Trojice. Následovalo období všestranného rozvoje a rozkvětu. Díky pozici metropole Uherska se v Bratislavě budují nové budovy, daří se obchodu i řemeslům. Během osvícenské vlády Marie Terezie tak došlo roku 1775 ke zbourání městských hradeb, vznikly první parky.
O dalších osm let později pak Josef II. přikázal přestěhovat hlavní město Uherska zpátky do Budína a korunovační klenoty z hradu do Vídně. Význam celé Bratislavy tak velmi poklesl.
I napoleonské války zanechaly ve městě svoji stopu. Nejprve přes Bratislavu táhla vojska ruská (1800), o pět let později pak i síly francouzského císařství, a to až do podepsání Prešpurského míru 26. prosince 1805. Roku 1809 ale město Napoleonova vojska opět obléhala i bombardovala; následně však bylo podepsáno příměří. O tři roky později pak vyhořel i hrad nad městem; tehdy se zde nacházela vojenská kasárna a díky neopatrnosti vojáků při zacházení s ohněm vypukl rozsáhlý požár. Hrad byl nakonec přebudován až teprve v 60. letech 20. století.

### Od poloviny 19. století do roku 1918

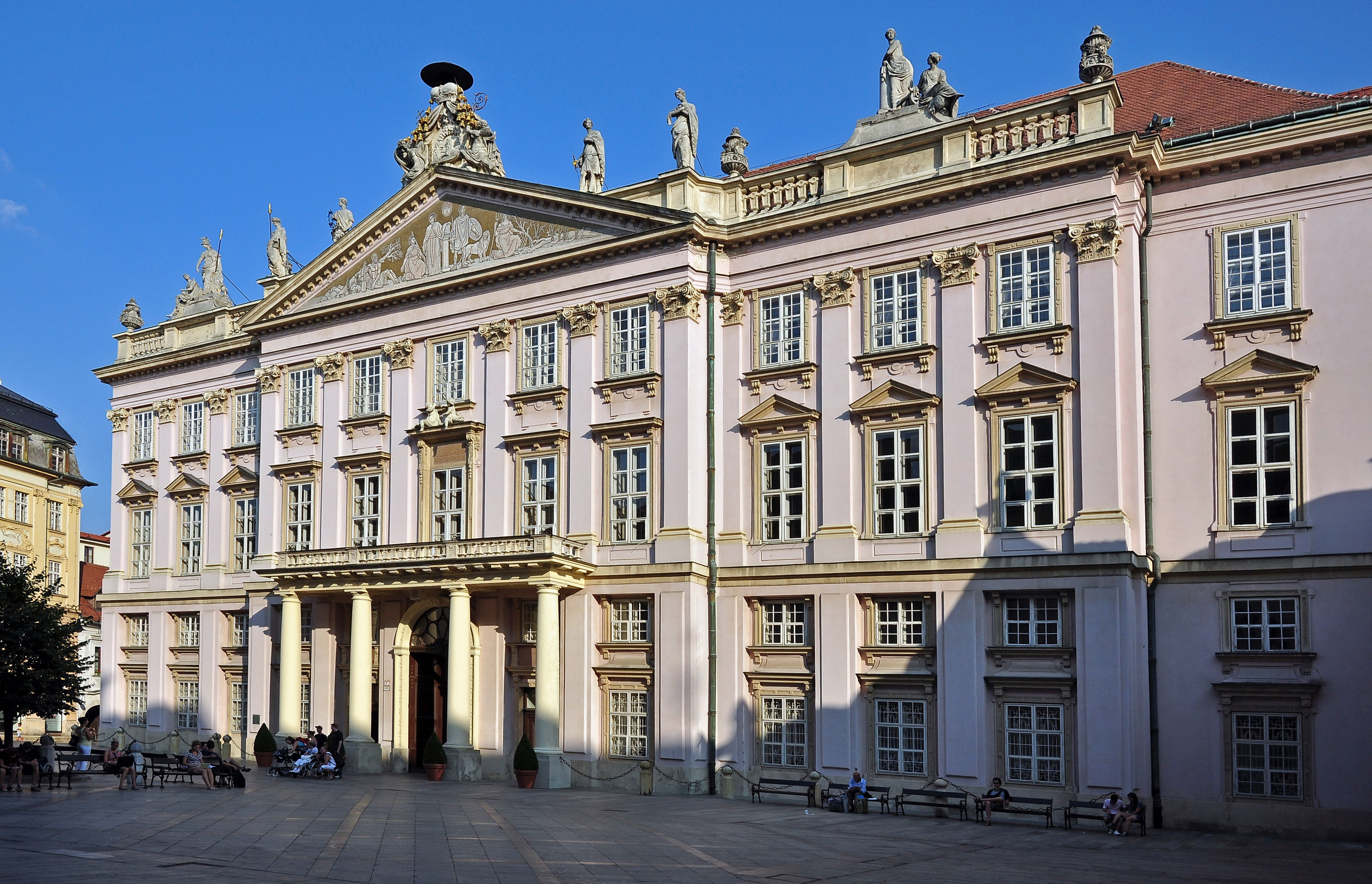
Primaciální palác

V polovině 19. století však i sem dorazil rozvoj techniky. Od roku 1840 bylo město se Svätým Jurem spojené koněspřežnou dráhou.
Rozvíjely se také buditelské aktivity mezi Slováky a město se stalo centrem slovenského národního obrození. V revolučním roce 1848 sehrála Bratislava poměrně významnou úlohu; byly tu přijaty tzv. březnové zákony, které zrušily poddanství v Uhersku. Dne 11. dubna je podepsal a vyhlásil císař Ferdinand I. Dobrotivý v Primaciálním paláci. Při samotné revoluci se Bratislava postavila na stranu povstaleckých Uhrů a proti Vídni; následně však na podzim byla obsazena vojsky Windischgrätze a na jaře následujícího roku i ruským vojskem.
V květnu roku 1849 se konal soud s účastníky revoluce. Stovky obžalovaných byly odsouzeny k vězení, avšak 13 vedoucích povstalců bylo popraveno.
Postupně se měnilo i postavení Bratislavy. Od konce 40. let do roku 1859 byla sídlem tzv. bratislavského distriktu (nejdříve vojenského a potom civilního). Od roku 1871 ztratilo město soudní pravomoci. V 70. letech se naopak stala Bratislava tzv. municipálním městem, což byl nový statut, který vznikl z měst královských. V čele města tak nyní stál župan.

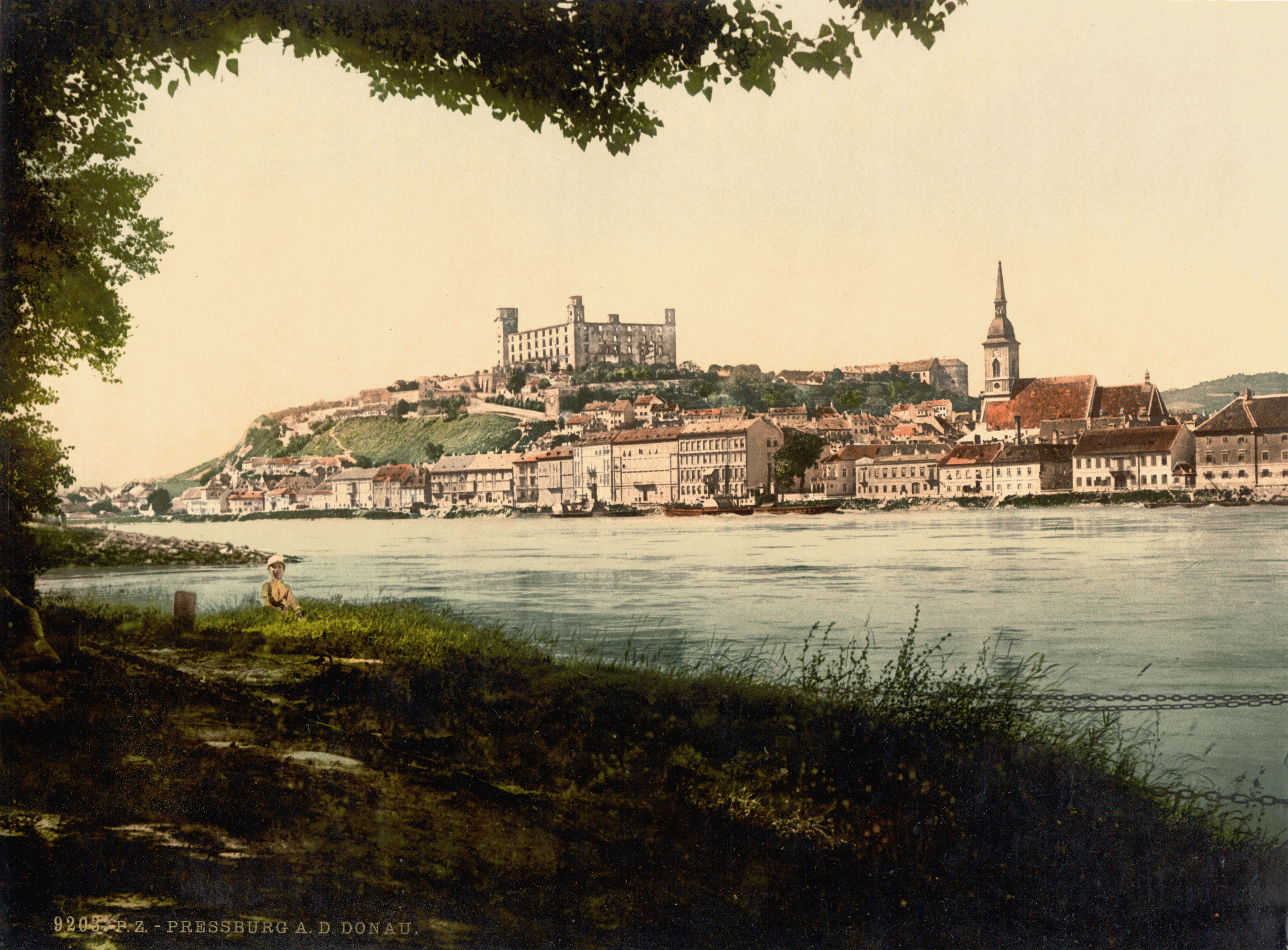
Bratislava kolem roku 1900

Technický pokrok postupoval mílovými kroky. V letech 1848–1850 se objevila železnice do Vídně a Budapešti. Následovala plynofikace osvětlení v roce 1856, krátce nato, co byla uvedena do provozu druhá plynárna. Od roku 1873 přibylo ve městě další kvalitní železniční spojení, a to do Trnavy a zbytku Slovenska – původní koňská železnice byla přebudována na parní. 80. léta pak přinesla elektrifikaci veřejného osvětlení, zavedení vodovodu a otevření Městského divadla (dnes jedna z budov SND). V roce 1891 pak vznikl první most přes Dunaj (Starý most, tehdy most Františka Josefa).
V této době (přesněji od 27. srpna 1895) vzniká také i elektrifikovaná tramvajová síť o rozchodu 1000 mm. Jedná se o jeden z prvních takových provozů na území bývalého Československa. O čtrnáct let později (od 19. července 1909) pak následoval trolejbusový provoz; opět se jednalo o jedno z prvních měst v Rakousko-Uhersku, kde byl zaveden tento druh dopravy. V roce 1900 tu žilo 65 000 obyvatel.

### Společný stát Čechů a Slováků

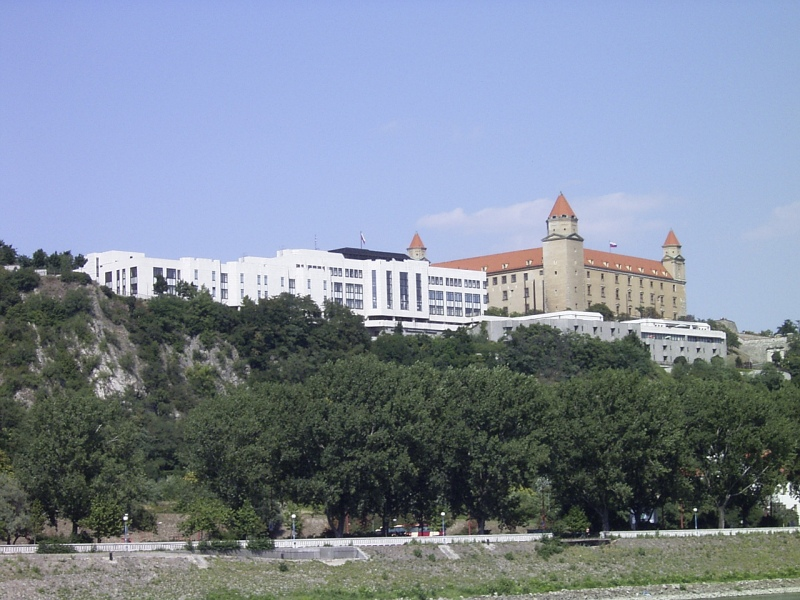
Hrad a Slovenská národní rada (Parlament Slovenské republiky)

Dne 12. září 1918 vznikla Slovenská národní rada s centrem právě v Bratislavě a působností ve městě a jeho okolí. 30. října, Martinskou deklarací, se připojily Horní Uhry k Čechám, Moravě a Slezsku a zrodilo se Československo. Kvůli většinově německému a maďarskému obyvatelstvu (Slováci tvořili jen 20 % populace) zde bylo silné volání po svobodném městu pod záštitou Společnosti národů. Ta ale podpořila územní nároky československé vlády. 1. ledna 1919 bylo město bez většího odporu obyvatelstva vojensky obsazeno a začleněno do Československa.
Za první republiky vznikalo mnoho nových budov, přestěhovaly se sem některé úřady. Kolem roku 1927 tu žilo již 128 000 lidí, Bratislava byla označována jako jedno z velkoměst. Pro své strategické umístění, moderní infrastrukturu a přístup k Dunaji se ve stejný rok stala také i městem zemským, hlavním městem Krajiny Slovenské. V té době se do tváře města zapsali také čeští stavebníci, stavitelé, firmy ale i avantgardní architekti: Ernst Wiesner, Jan Vaněk, Vladimír Karfík ale především proslulý Bohuslav Fuchs se svým legendárním obytným domem na Hviezdoslavově náměstí (1935).. Od 14. března 1939 bylo hlavním městem tzv. Slovenského štátu. Město bylo osvobozeno 4. dubna 1945 v rámci bratislavsko-brněnské operace.
Rozvoj města ale pokračoval; v roce 1946, pouhý rok po válce, došlo k jeho rozšíření o tehdy samosprávné obce Devín, Dúbravka, Lamač, Petržalka, Prievoz, Rača a Vajnory.
V roce 1968 byla Bratislava ustanovena hlavním městem Slovenska v rámci socialistické federace. V druhé polovině 20. století došlo ve městě k rychlé výstavbě sídlišť, kterými jsou například Petržalka, Ružinov, Karlova Ves a jiné, postavily se moderní budovy (Slovenský rozhlas) apod. Roku 1971 se severní a východní hranice města opět posunuly a připojily se obce Čunovo, Devínska Nová Ves, Jarovce, Podunajské Biskupice, Rusovce, Vrakuňa a Záhorská Bystrica. Bratislava se stala druhým největším městem ČSSR a po rozpadu Československa pak od roku 1993 hlavním městem nezávislého Slovenska.

## Památky

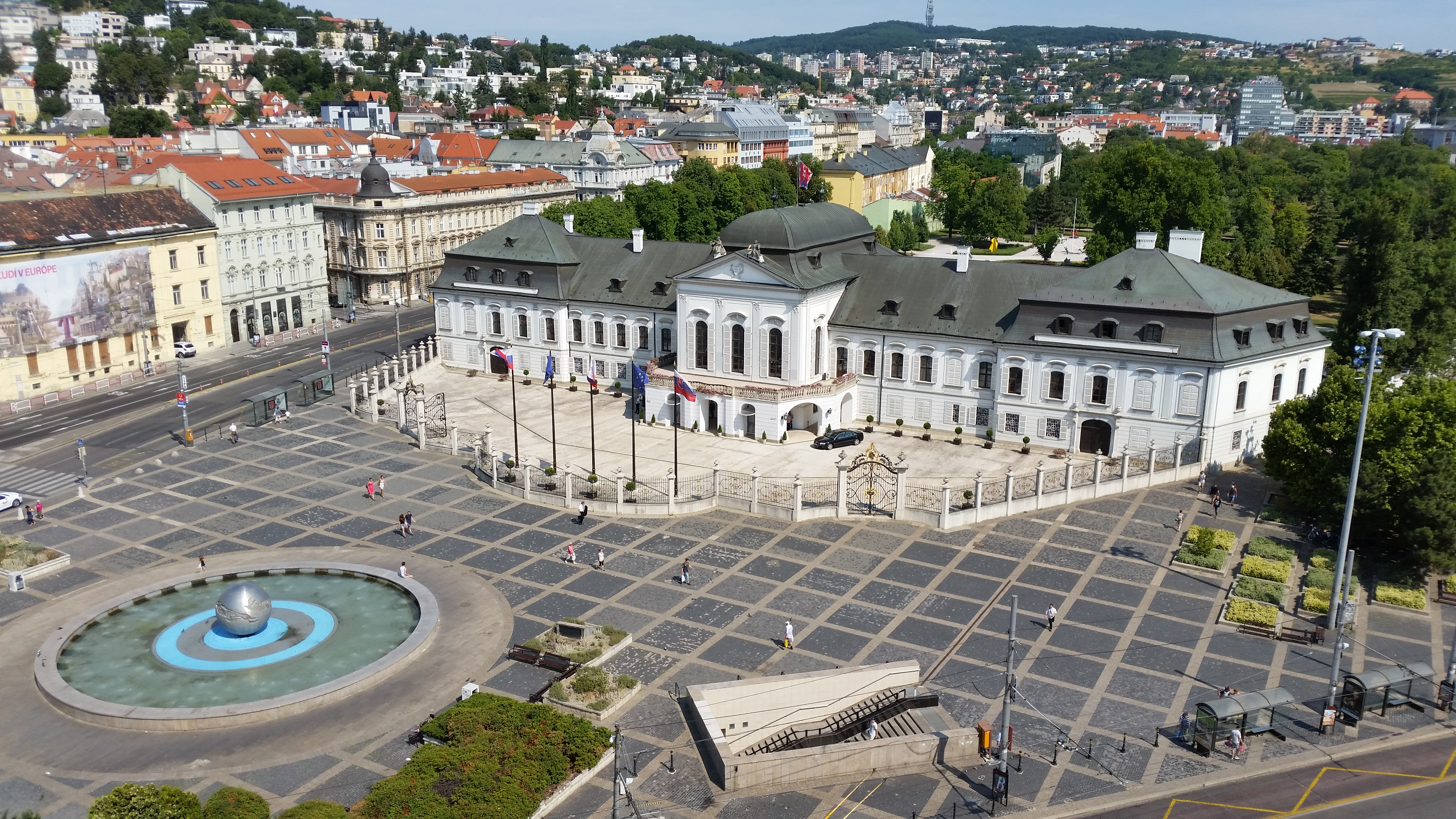
Barokní Grasalkovičův palác

Většina památek se nachází v historickém jádru města. Stará radnice je komplex budov vybudovaných ve 14. a 15. století a dnes je sídlem městského muzea. Michalská brána je jediná brána z původních středověkých městských opevnění a je jednou z nejstarších budov ve městě. Univerzitní knihovna, vybudovaná v roce 1756, byla používaná uherským sněmem (parlamentem) v letech 1802–1848.
Městské centrum je charakterizováno mnohými paláci v barokním stylu. Grasalkovičův palác, vybudovaný okolo roku 1760, je dnes sídlem slovenského prezidenta a slovenská vláda má své sídlo v bývalém arcibiskupském paláci. V Primaciálném paláci, dnešním sídlem primátora, byl v roce 1805 podepsán prešpurský mír.
K známým sakrálním stavbám patří Katedrála svatého Martina, vybudovaná v 13.–16. století, která byla v letech 1563–1830 korunovačním kostelem uherských králů. Františkánský kostel z 13. století je nejstarší zachovalý kostel v Bratislavě a byl místem rytířských ceremonií. Kostel svaté Alžběty Uherské, taktéž známý jako Modrý kostelík, je vybudován v secesním stylu.
Kuriozitou je podzemní (předtím nadzemní) židovský hřbitov při vjezdu do tramvajového tunelu na nábřeží, kde je i pochován rabín Chatam Sofer. Jeden ze dvou vojenských hřbitovů je Slavín, který byl vybudován v roce 1960 na památku vojáků Rudé armády, kteří padli při osvobozování Bratislavy v roce 1945.

### Bratislavský hrad

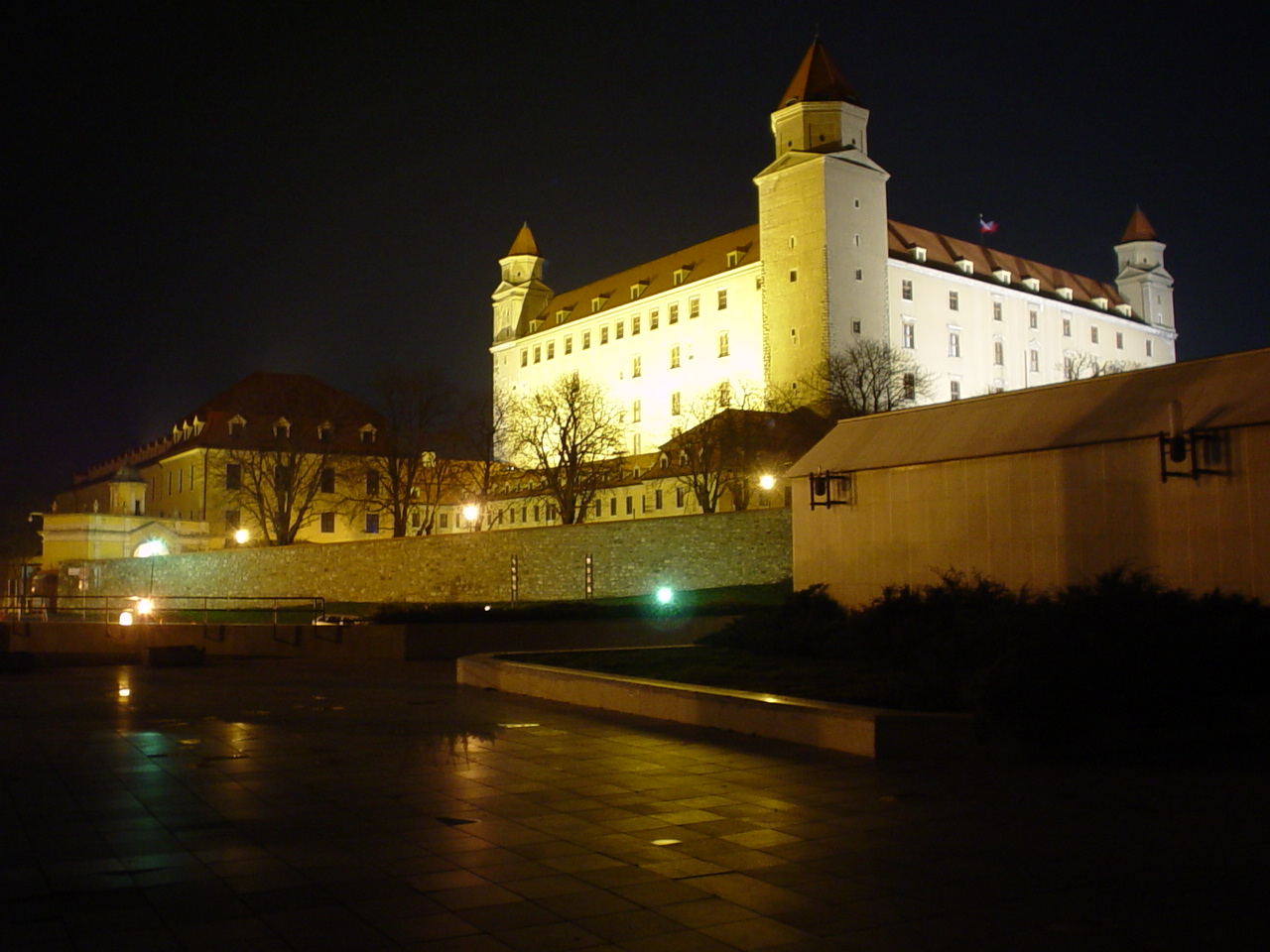
Bratislavský hrad v noci

Jeden ze symbolů města je Bratislavský hrad, tyčící se na plošině 85 metrů nad Dunajem. Hradní vrch byl obýván od eneolitu a byl keltské oppidum, část starověké římské hranice, zpevněné sídlo Slovanů a hospodářské, politické a vojenské středisko Velké Moravy. Kamenný hrad byl vybudován v 10. století, když oblast byla součástí Uher, přestavěn v 15. století na gotický, v 16. století na renesanční a v 17. století na barokní styl. Přes vládu Marie Terezie byl hrad sídlem v uherské části Habsburské monarchie. V roce 1811 hrad vyhořel do základů a zůstal v ruinách až do 50. let 20. století, když byl rekonstruován v letech 1953–1968 většinou v barokním stylu podle plánů D. Martinčeka a A. Piffla. V roce 1961 byla tato stavba vyhlášena Československou národní kulturní památkou. V současné době patří k památkám pouze Slovenské republiky.

### Devínský hrad

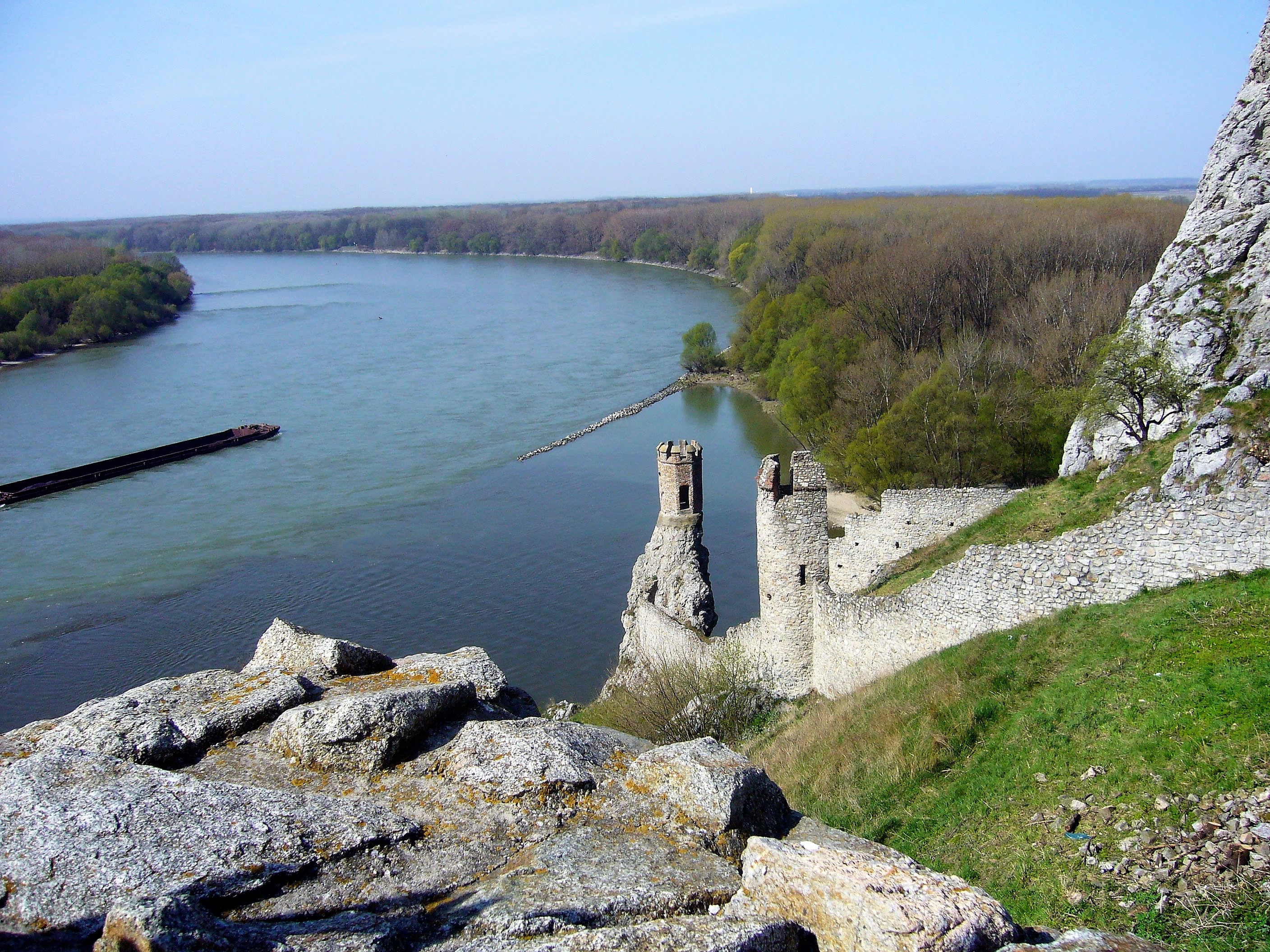
Soutok Moravy a Dunaje pod Devínským hradem

Ruiny hradu Devín se nacházejí v stejnojmenné městské části Devín, na skále nad soutokem řeky Moravy s Dunajem, při hranicích Slovenska a Rakouska. První písemná zmínka o Devínu je z roku 864, kde je hradiště poprvé připomínáno jako Dowina. Druhá polovina 9. století je především spojována s jménem knížete Rastislava, který tu dal vybudovat mohutnou pevnost, ale na historii Devína se podepsali též knížata Mojmír a Svatopluk. Díky strategické poloze byl klíčovým hradem na hranicích Velké Moravy a později raného uherského státu. V roce 1809 byl hrad zničen Napoleonovou armádou a od té doby je symbolem slovenské a slovanské historie.

## Okresy a městské části
Bratislava se dělí na 5 okresů (jedná se o okresy, řazené mezi celostátní), a ty dále na 17 městských částí.
|                  | Bratislava I | Bratislava II        | Bratislava III    | Bratislava IV | Bratislava V |
| ---------------- | ------------ | -------------------- | ----------------- | ------------- | ------------ |
| Části Bratislavy | Staré Mesto  | Ružinov              | Nové Mesto        | Karlova Ves   | Petržalka    |
| Části Bratislavy |              | Vrakuňa              | Rača              | Dúbravka      | Jarovce      |
| Části Bratislavy |              | Podunajské Biskupice | Vajnory           | Lamač         | Rusovce      |
| Části Bratislavy |              |                      |                   | Devín         | Čunovo       |
| Části Bratislavy |              |                      | Devínska Nová Ves |               |              |
| Části Bratislavy |              |                      | Záhorská Bystrica |               |              |

## Ekonomika
Bratislava spolu s Bratislavským krajem se řadí mezi nejbohatší oblasti celého Slovenska; průměrný HDP na obyvatele zde dosahuje 176 % průměru EU; je to nejbohatší region zemí EU, které byly přijaty v roce 2004, druhý je Praha. Je zde nejnižší nezaměstnanost v republice a mnoho lidí ze zbytku země sem cestuje za prací.
Sídlí tu velké množství významných firem, od telekomunikačních operátorů až po průmyslové podniky. Na jih od města se nachází rafinerie Slovnaftu, která má pro celé Slovensko velký význam, nedaleko od řeky Moravy severozápadním směrem od centra se zase rozkládají závody Volkswagen Slovakia. Na okrajích metropole se nacházejí tzv. business centra, kde se koncentrují například softwarové společnosti.
V Bratislavě sídlí Mezinárodní visegrádský fond (International Visegrad Fund).
Ve středu města se provozovny firem koncentrují v nových administrativních a obchodních komplexech (například Aupark či Polus City Center). Přibývají zde rovněž i kancelářské plochy a staví se výškové budovy (například Tower 115, dnes druhá nejvyšší budova ve městě, plánují se ale i další), soustředěn je zde také i bankovní sektor. Jedním z míst, kde právě vznikají kancelářské prostory, je nábřeží Dunaje nedaleko centra a projekt Eurovea, dále pak trochu vzdálenější Mlynské nivy poblíž Ružinova. Výstavba nových kancelářských budov koresponduje s nárůstem poptávky v oblasti služeb a s hospodářským růstem Slovenska v prvním desetiletí 21. století.
V Bratislavě se nachází 11 mrakodrapů s výškou nad 100 metrů a další se plánují.

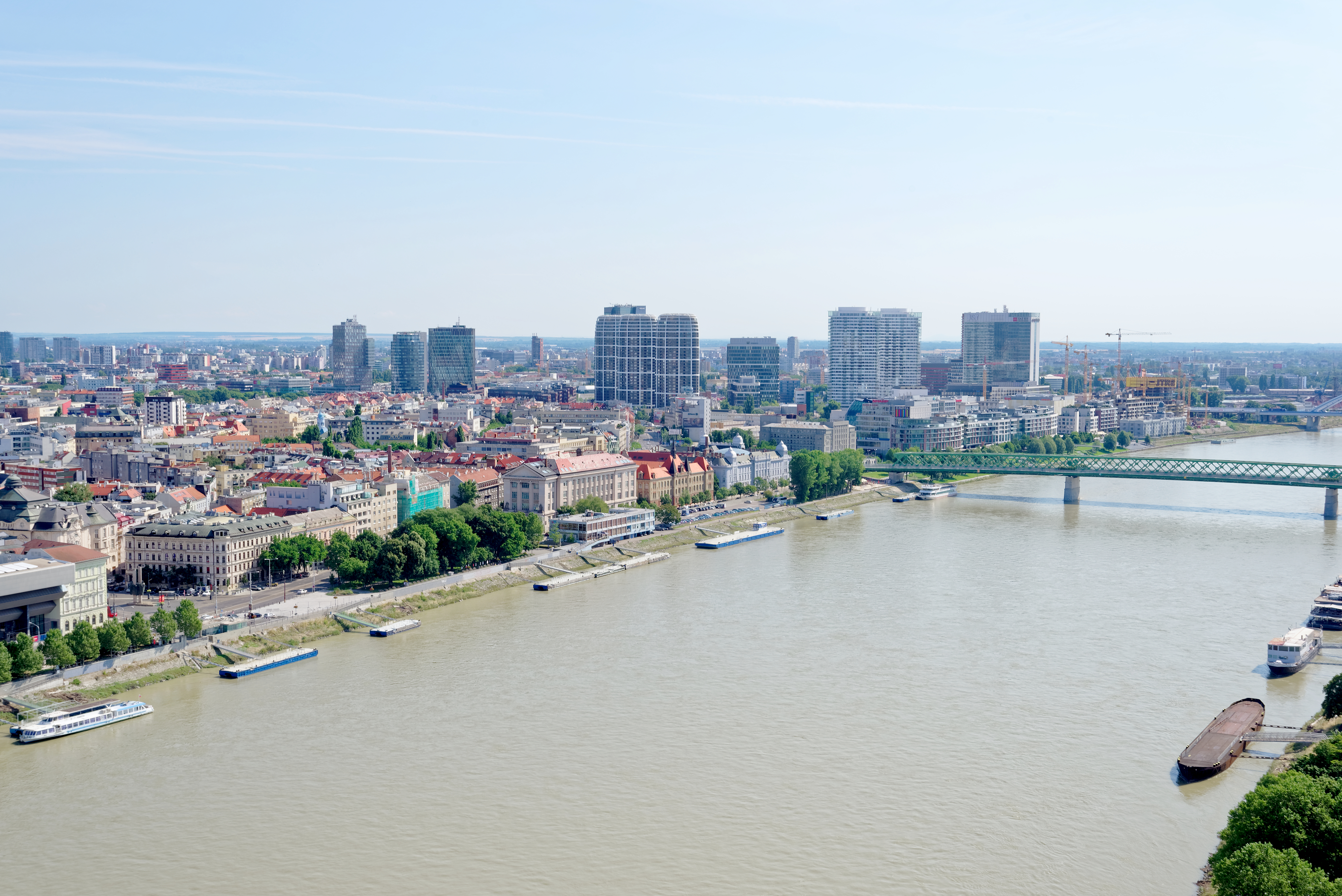
Pohled na bratislavské výškové budovy
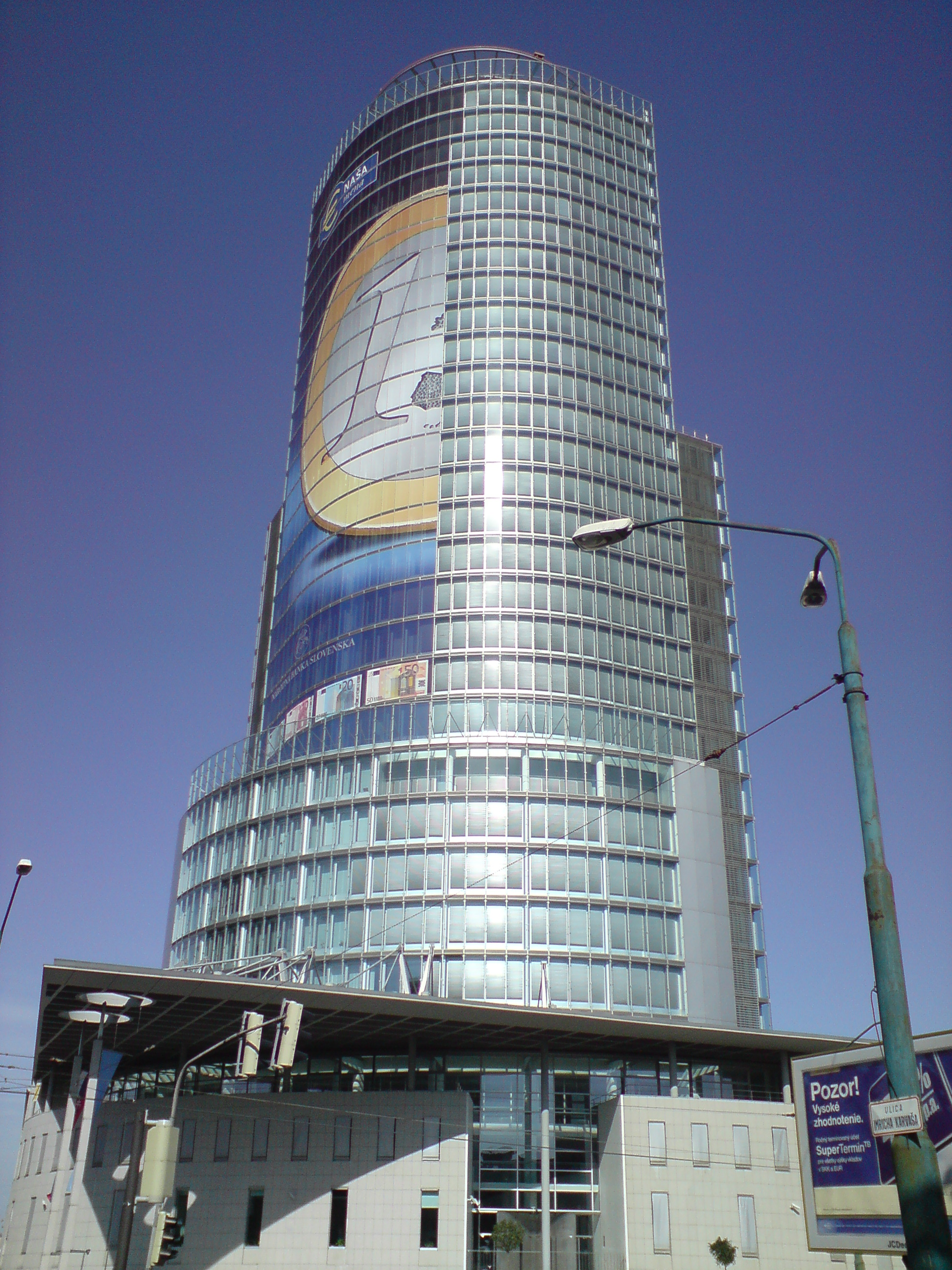
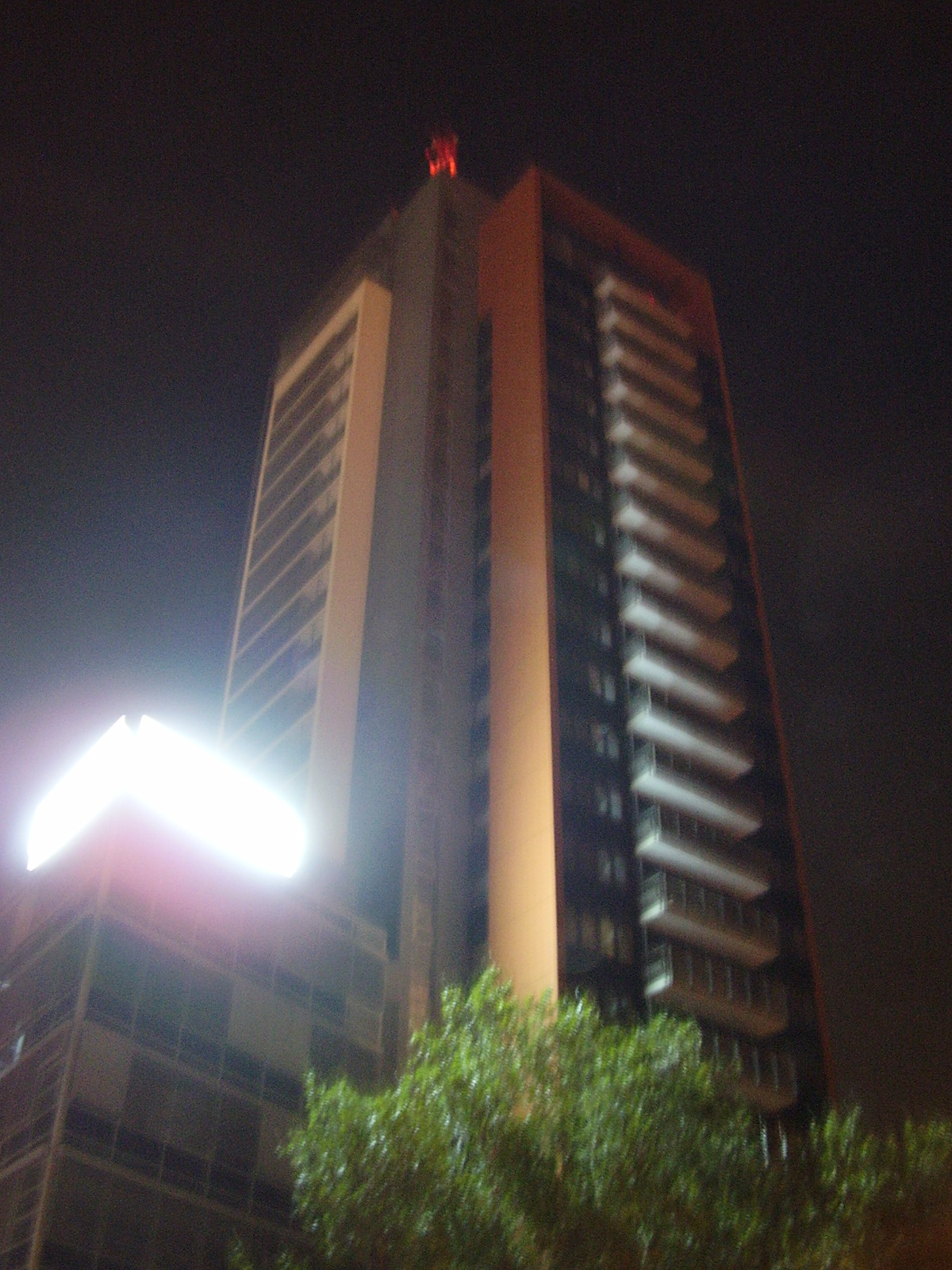
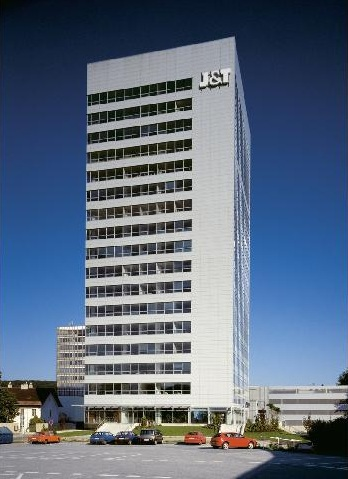
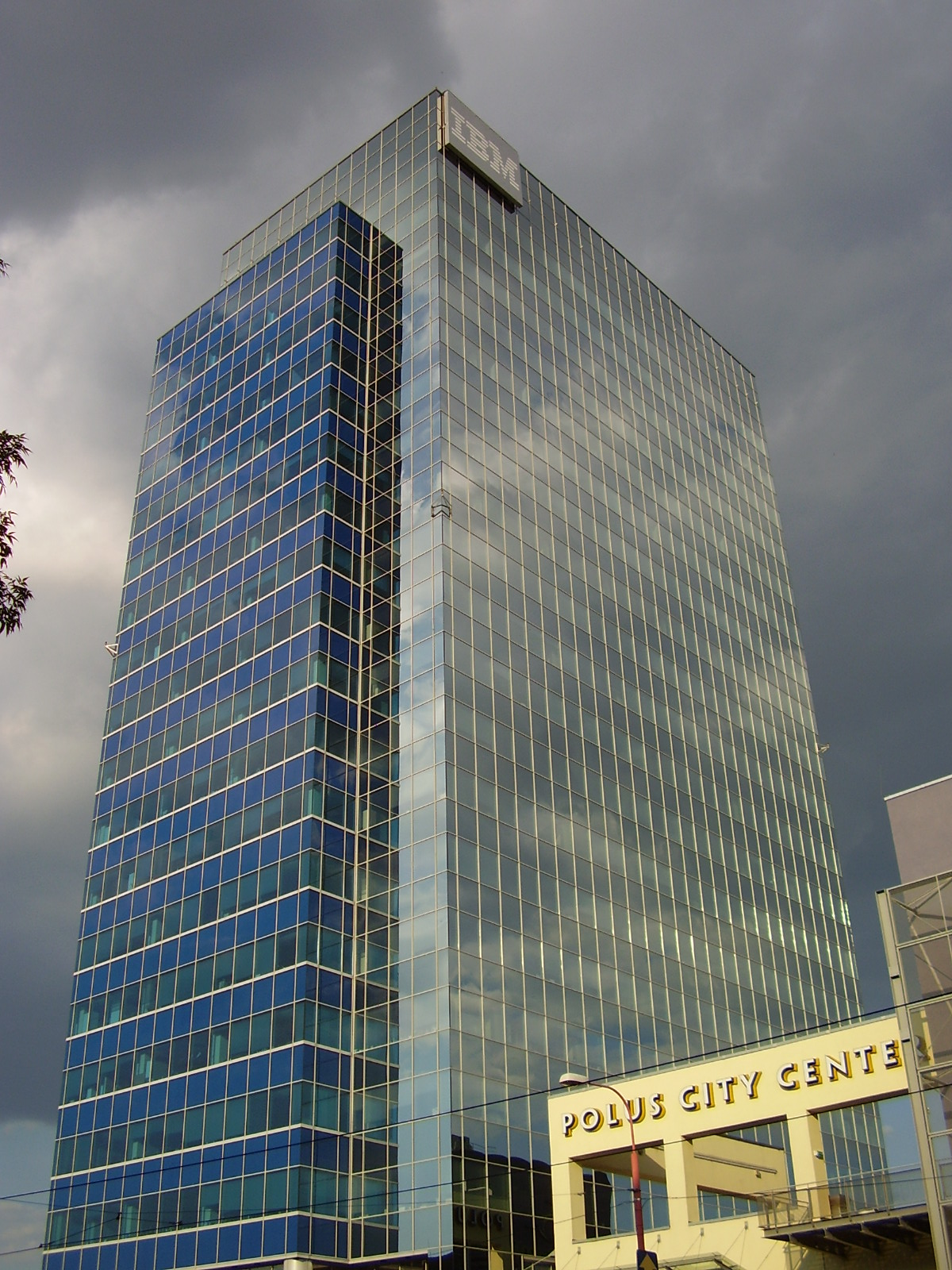

## Turistika

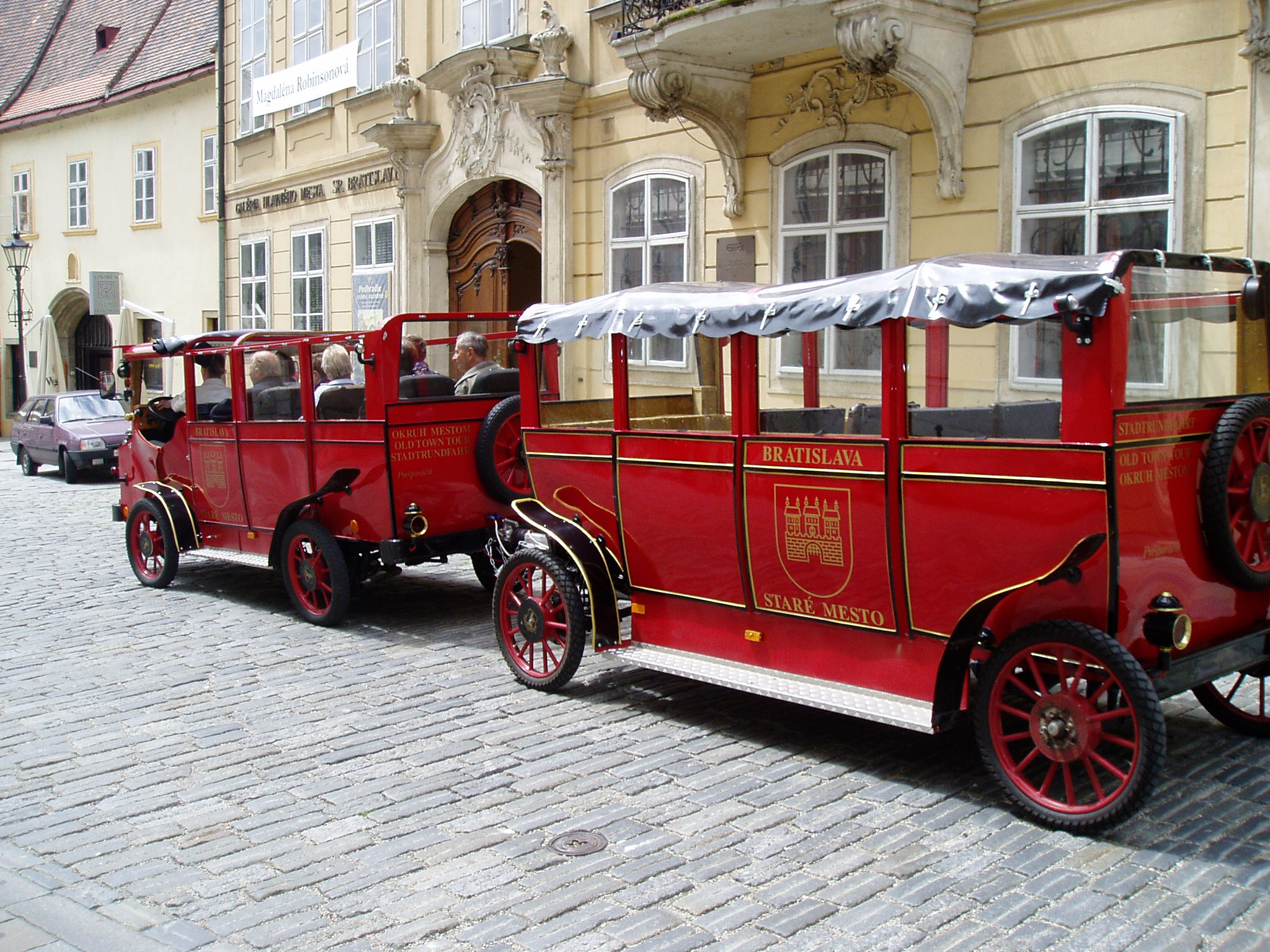
Vláček Prešporáček vozí turisty v centru Bratislavy po pěší zóně a k Bratislavskému hradu

Již od konce 90. let 20. století a hlavně pak po vstupu Slovenska do EU v roce 2004 se stává Bratislava jedním z turisty navštěvovaných měst. Nemůže se svojí velikostí i významem měřit sice s okolními, jako je například Vídeň či Budapešť, zato však má své jedinečné pamětihodnosti, které náležitě zdůrazňuje svou prezentací v zahraničí. Jen v roce 2006 navštívilo Bratislavu 686 000 turistů, což metropoli činí jedním z nejnavštěvovanějších míst v zemi.
Návštěvníci Bratislavy jsou kromě domácích Slováků (zhruba třetina všech turistů, tj. 232 000) též Britové, Němci, Japonci, Američané, Rakušané, Poláci, Španělé, Italové, Maďaři, Izraelci a Češi (z kterých právě Češi, Němci a Britové tvoří největší počet). Mnohdy pokračují z Bratislavy ještě do dalších měst a turistických destinací. Mnoho z nich přijíždí také na silvestrovské oslavy na konci každého roku, cestovní kanceláře v různých zemích pořádají do Bratislavy zájezdy právě v době přelomu roku.
Díky turistice se daří nejen centru města, které je na něm do velké míry závislé, ale také pohostinství a bratislavským hotelům. Ty však ale na stále rostoucí nápor nejsou připraveny, a tak jejich kapacity nepostačují. Budují se proto hotely nové.
Bratislava na podporu turismu používá speciální turistické logo se sloganem „Little Big City“ (Malé velké město), v barvách města (bílá a červená). Je využíváno na propagačních materiálech, či na nátěru některých vozidel MHD.

## Kultura

### Galerie

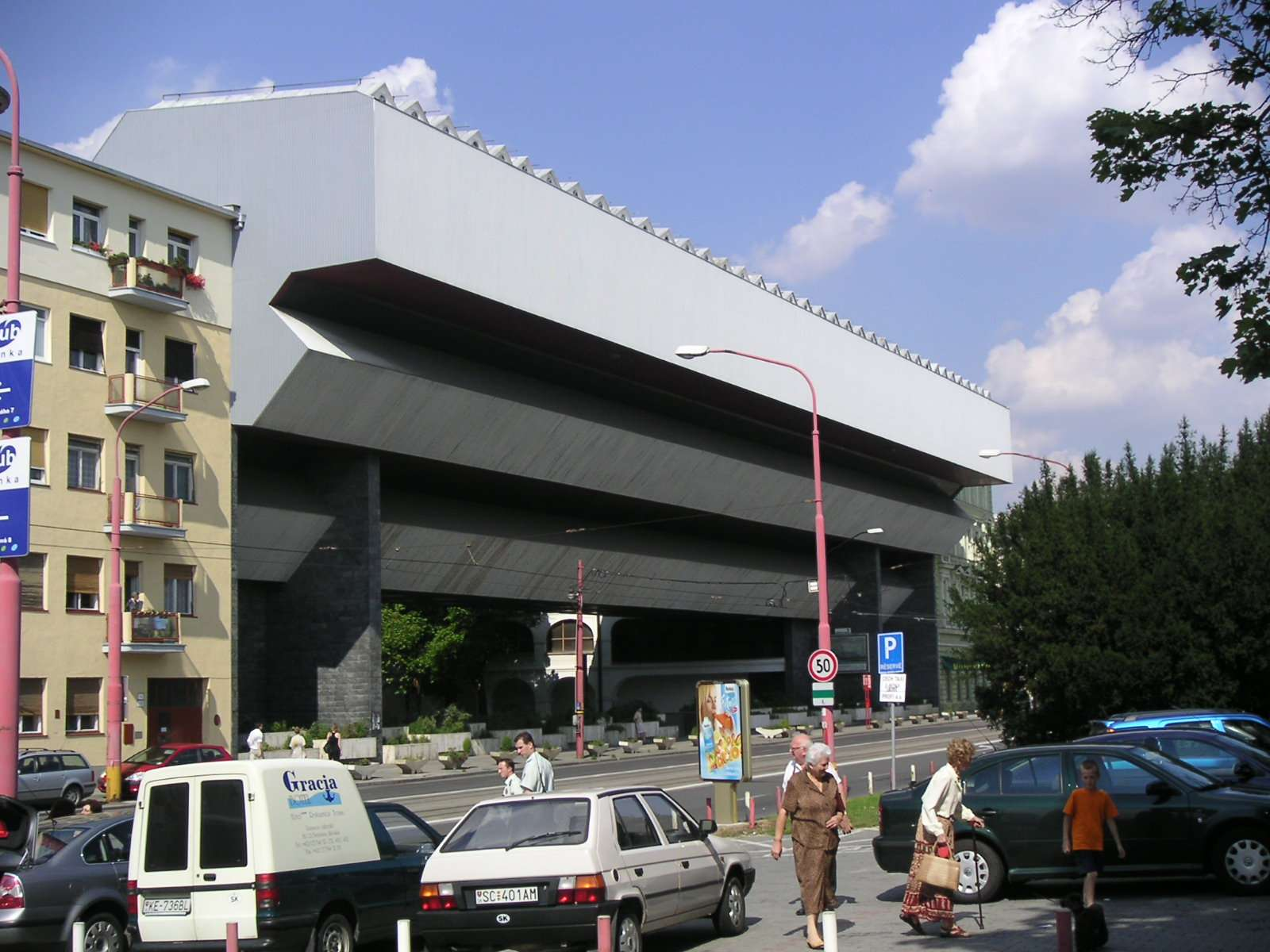
Budova Slovenské národní galerie

Na nábřeží v centru města v budově bývalých Vodních kasáren sídlí Slovenská národní galerie, vrcholná slovenská instituce v oblasti uměleckých sbírek, existující již od roku 1948. Kontroverzní dostavba budovy byla provedena v 60. letech podle návrhu V. Dedečka. Od roku 2002 byla plánována rekonstrukce a dostavba celého areálu, která proběhla v letech 2016–2022.

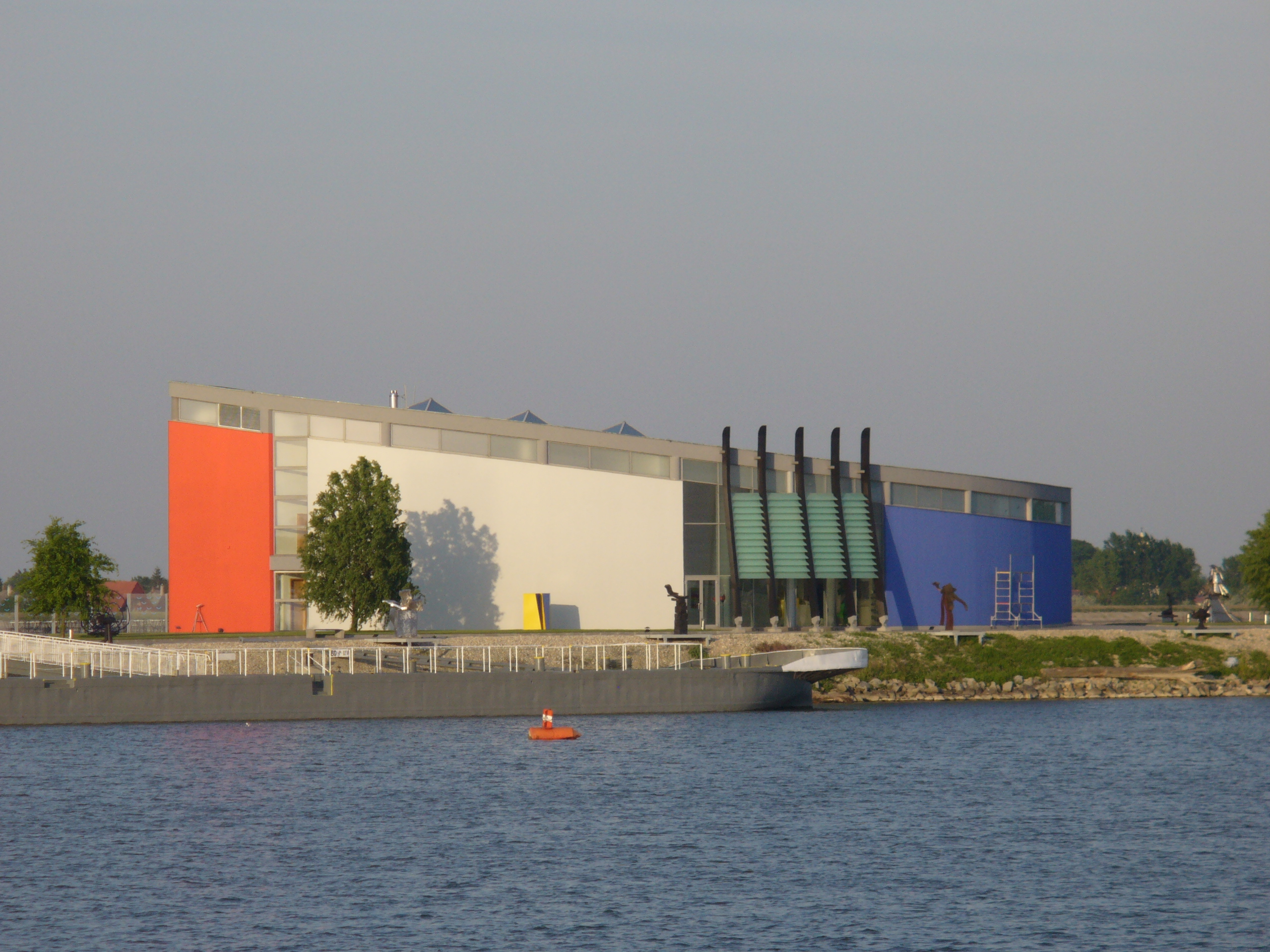
Danubiana (před dostavbou)

Významné sbírky vlastní Galérie mesta Bratislavy, která sídlí v Mirbachově paláci (středoevropské umění baroka a grafický kabinet) a v Pálffyho paláci (gotické umění, středoevropské umění 19. a 20. století, moderní slovenské umění).
Nejvýznamnějšími bratislavskými galeriemi moderního umění jsou Galerie Nedbalka, zaměřená na slovenské umění od konce 19. století do současnosti a připomínající svou vnitřní dispozicí Guggenheimovo muzeum v New Yorku, a největší slovenská galerie světového moderního umění Danubiana Meulensteen Art Museum, postavená v letech 2000–2014 na dunajském poloostrově v blízkosti vodního díla Čunovo.

### Divadla

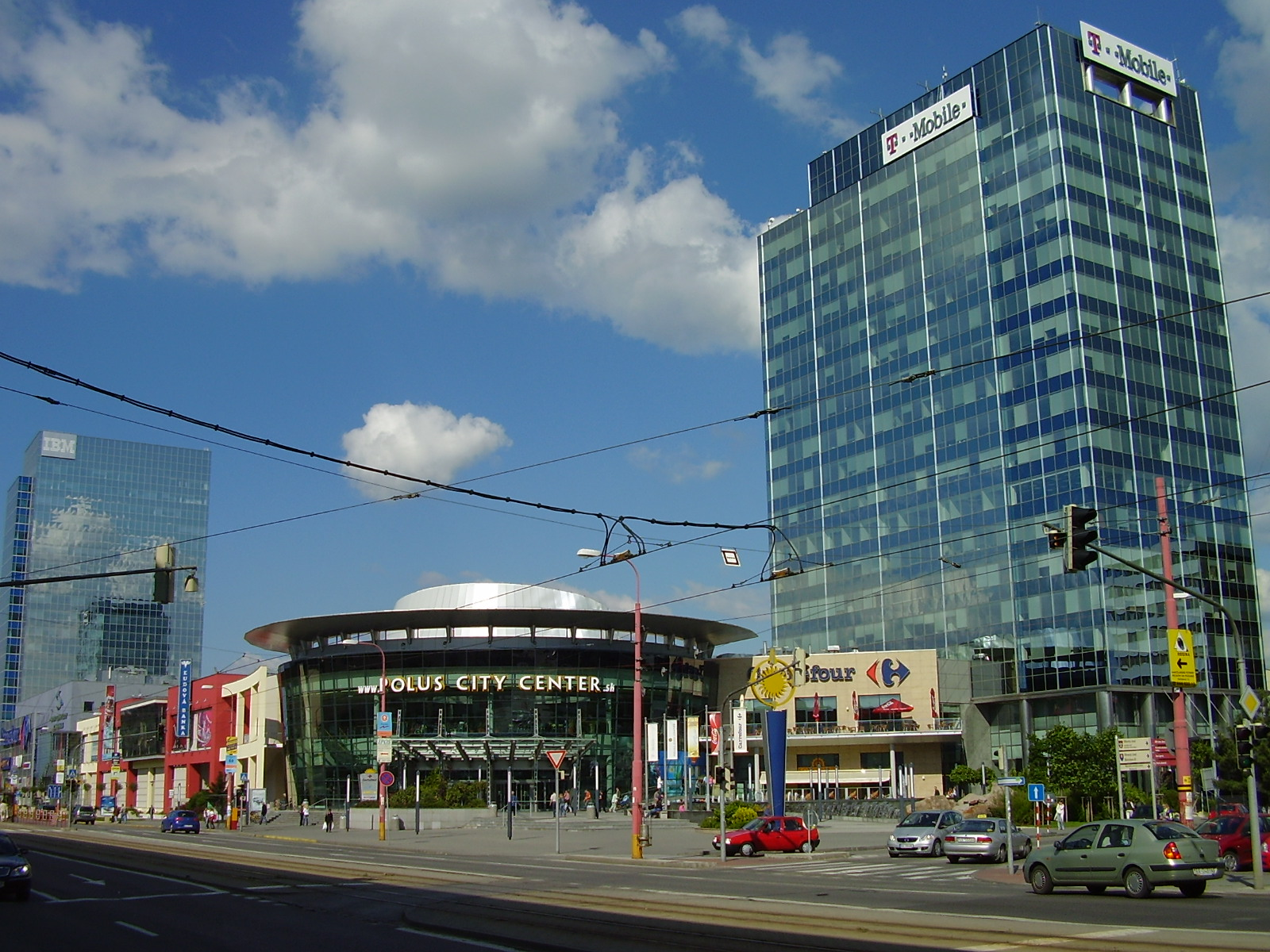
Obchodní centrum Polus City Center, jehož součástí je i jedno z velkých bratislavských multikin

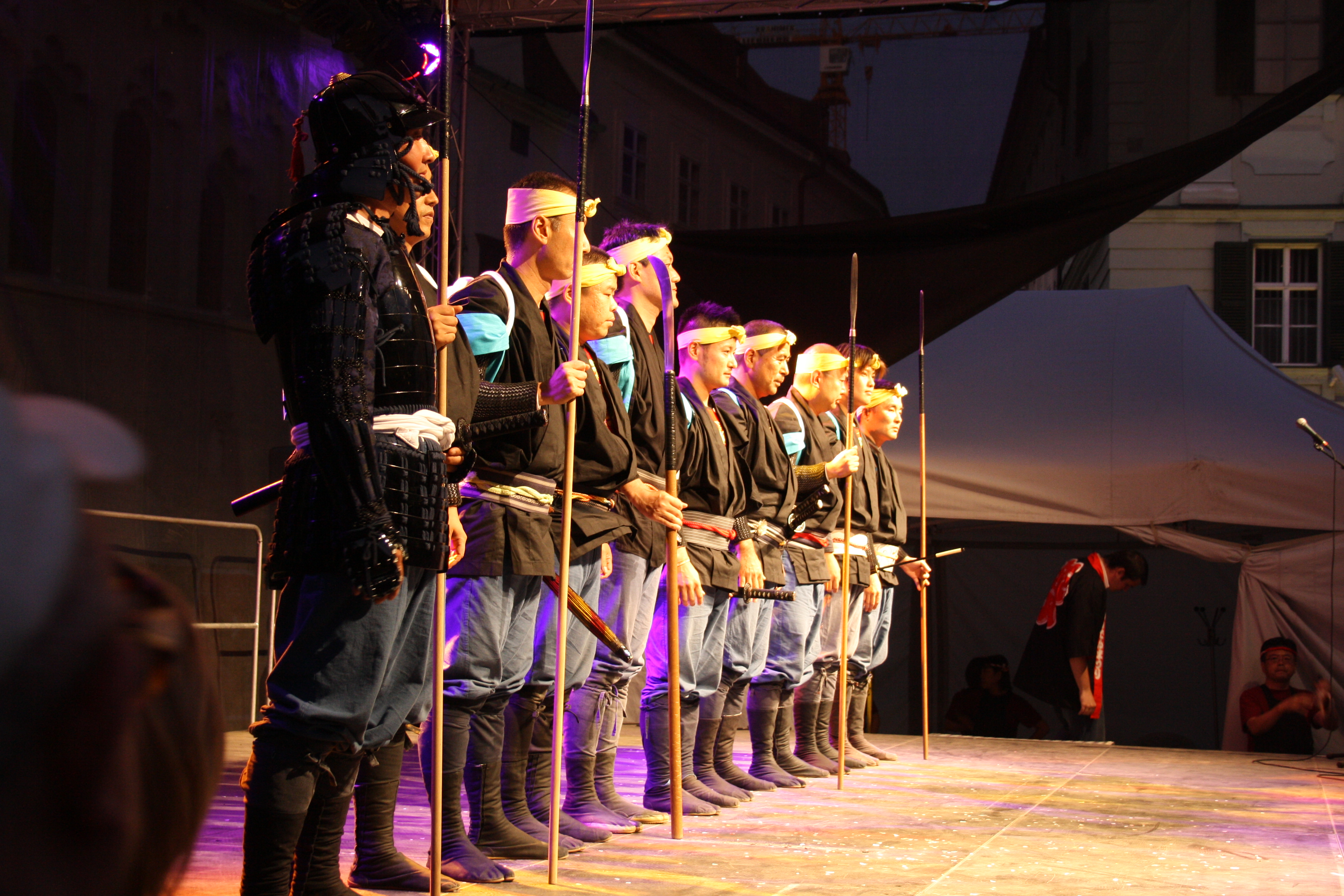
Kulturní léto v Bratislavě, soubor Shigou Bou-No-Te z Japonska

Jako hlavní město je Bratislava domovem Slovenského národního divadla, hlavní operní a činoherní scény v zemi. Divadlo sídlí v současné době ve třech budovách. Historický operní dům se nachází na Hviezdoslavově náměstí v centru města. Dne 14. dubna 2007 byla operní a baletní představení přesunuty do nové moderní budovy na břehu Dunaje.
Kromě Slovenského národního divadla působí v Bratislavě i další divadelní scény, jako například Divadlo Astorka Korzo '90 či Divadlo Aréna.

### Muzea
Nedaleko Mostu SNP na Vajanského nábřeží se nachází Slovenské národní muzeum. Na historii Bratislavy se specializuje Mestské muzeum v Bratislave (založené 1868). Další muzea jsou zasvěcena různým oborům. Například u hlavního nádraží se nachází Muzeum dopravy, v historickém jádru metropole lze nalézt i Muzeum uměleckých řemesel a muzea hodin, zbraní či farmaceutické muzeum. Některá muzea mají expozice o osobnostech, jako jsou například Ján Jesenský, Arthur Fleischmann, Johann Nepomuk Hummel a Milan Dobeš. Pro zdejší židovskou komunitu má význam Muzeum židovské kultury, umístěné v Židovské ulici.

### Hudba
Hlavními událostmi v hudbě bývají v Bratislavě, stejně jako i v jiných městech festivaly. Jedná se například o Bratislavské hudební slavnosti, festival vážné hudby či Bratislavské jazzové dny anebo mezinárodní jazzový festival. V hlavním městě v budově Reduty sídlí také i Slovenská filharmonie. Z Bratislavy pocházejí hudební skladatelé jako Ivan Parík, Ilja Zeljenka, Vladimir Godár, Peter Machajdík, Martin Burlas a Peter Zagar.

### Kina
Mnoho obyvatel Bratislavy též navštěvuje kina; po roce 1989 se začaly rozvíjet tzv. multiplexy, tj. velkokina s mnoha sály, které jsou většinou součástí obchodních a kulturních center. Mezi takové lze zařadit například multikino v Polus City Centru ve Vajnorské ulici, dále například Palace Cinemas v centru Aupark a též v centru Eurovea. Ke starším kinům patří například Hviezda, Tatra, FK Mladosť, Kino Café a další.

## Církevní stavby

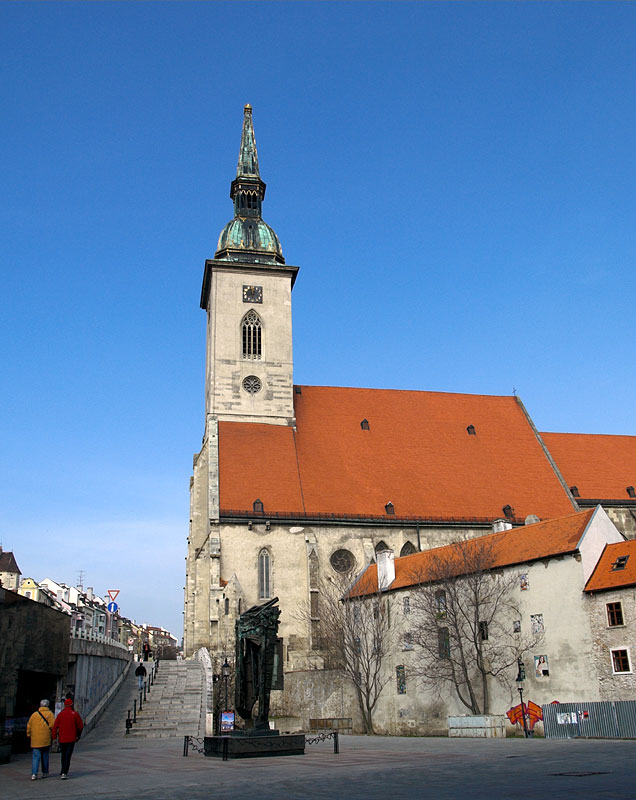
Katedrála svatého Martina

Mnoho obyvatel Bratislavy jsou římskokatoličtí křesťané. Proto také byly budovány ve městě mnohé kostely, hlavně pak v 19. století. To samozřejmě ostře kontrastuje se stoletím dvacátým, které bylo – hlavně ve své druhé polovině – ve znamení potlačování víry. Až teprve na konci 20. století vznikly náboženské stavby nové, paradoxně v okrajových částech města, tj. na sídlištích. V roce 2003 navštívil Bratislavu papež Jan Pavel II., na setkání přišlo až 200 000 lidí.
Mezi nejstarší z kostelů a též i bratislavských památek patří Františkánský kostel, gotická stavba z 13. století. Zato mnohem významnější je Katedrála svatého Martina, kde bývali korunováni uherští králové. V roce 2000, 11. listopadu, bylo vysvěceno 7 zvonů ze zvonařské dílny Marie Tomáškové-Dytrychové z Brodku u Přerova s reliéfy akademického sochaře Daniela Ignáce Trubače z Polešovic. Zvony jsou darem od sousedních států Slovenska a symbolicky připomněly výročí ukončení 1. světové války.
Při své návštěvě Slovenska v září 2021 tam sloužil slavnostní mši papež František.
Před druhou světovou válkou žila v Bratislavě i menšina Židů. Těm byla vybudována synagoga v 20. letech 20. století; jednalo se o stavbu s orientálními prvky, což bylo u synagog v té době typické. Synagoga byla zdemolována v souvislosti s výstavbou Nového mostu. V současné době je na Slovensku 6000 obyvatel židovského vyznání. Z toho v Bratislavě jich žije asi pět set.

## Mezinárodní organizace
Bratislava je sídlem středoevropské centrály Mezinárodní finanční korporace (IFC) – organizace Světové banky. Rovněž zde sídlí Rozvojový program OSN pro Evropu a Společenství nezávislých států (UNDP Europe). Od roku 2009 v domě OSN na Grösslingově ulici sídlí také Populační fond OSN pro Evropu a západní Asii.

## Vzdělání a věda
V Bratislavě se nachází několik veřejných vysokých škol a univerzit. K nejvýznamnějším z nich patří zejména Univerzita Komenského (UK), dále Slovenská technická univerzita (STU), či Ekonomická univerzita v Bratislave (EU).
Vědecké zázemí v Bratislavě zajišťují především tamní univerzity. Mimoto některé bratislavské průmyslové podniky mají vlastní výzkumná střediska.
Bratislava jako jedna z mála evropských metropolí nemá vlastní observatoř či planetárium, a to i přesto, že na severu města jsou dobré podmínky na pozorování noční oblohy; nejbližší stavby tohoto typu se nacházejí desítky kilometrů daleko – observatoř v Modře, což je zhruba 30 km a planetárium v Hlohovci zhruba 70 km od hlavního města. Jediným zařízením, které tak může současným bratislavským astronomům sloužit, je astronomický úsek PKO, kde se konají různé přednášky o astronomii a sledování noční oblohy.

## Doprava

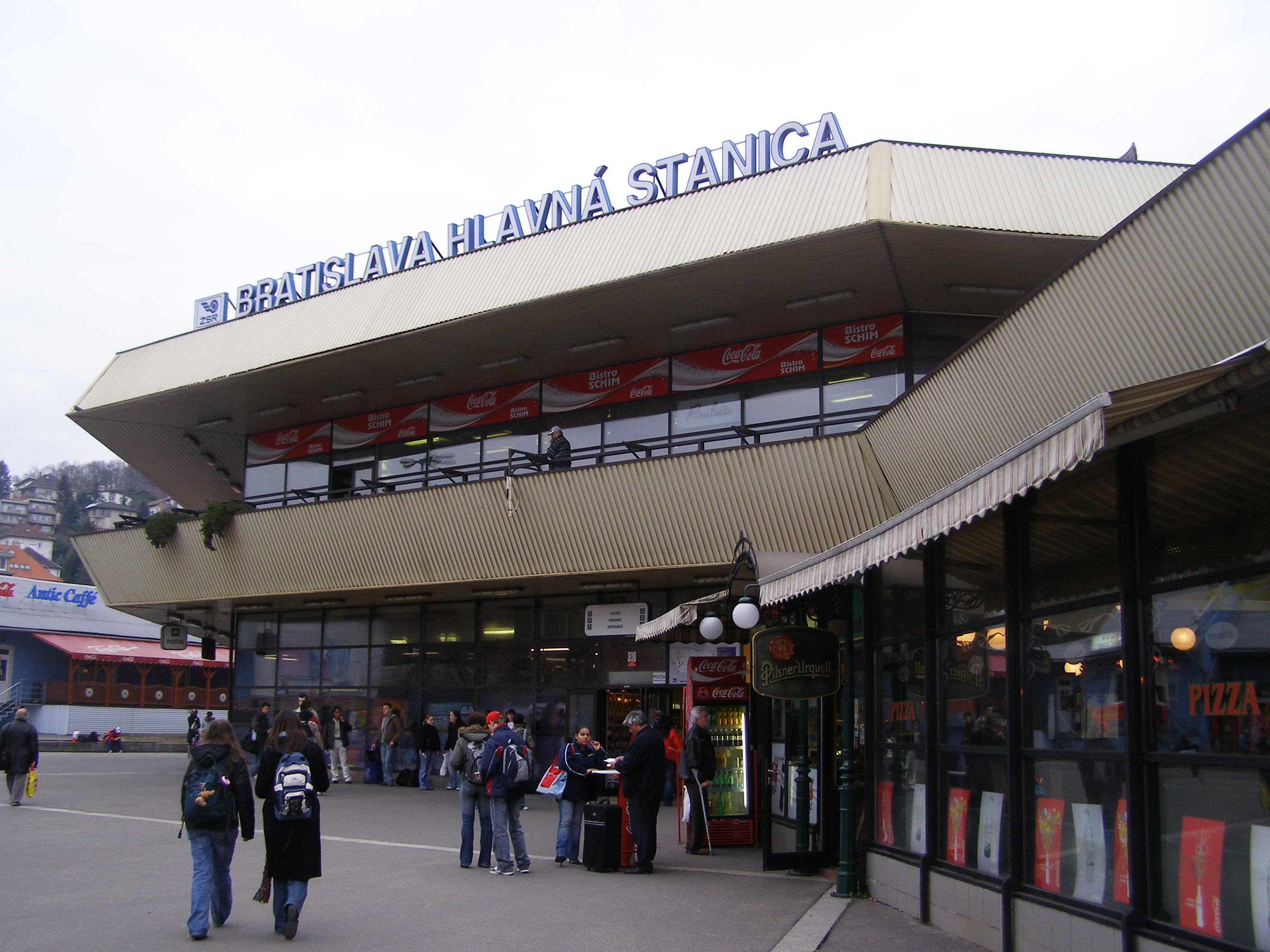
Hlavní nádraží

Bratislava je významnou dopravní křižovatkou; vedou sem čtyři dálnice (D1 (směr Žilina), D2 (směr Brno)), mnohé železniční spoje, na mezinárodním letišti M. R. Štefánika přistávají letadla z mnohých zemí i ze Slovenska. Na řece Dunaj existuje čilá říční plavba, a to jak osobní, tak i nákladní.
V provozu je tramvajová síť (rozchod 1000 mm), nadzemní železniční dráha S (11 stanic mimo centra), trolejbusová i autobusová doprava. Dlouhou dobu se uvažovalo o dostavbě rozestavěného podzemního metra, nyní se ale připravuje stavba tzv. nosného systému MHD – rychlodrážní tramvaje.
Na severovýchodním okraji města se nachází Letiště M. R. Štefánika. V roce 2007 odbavilo přibližně 2,02 milionu cestujících.

## Sport

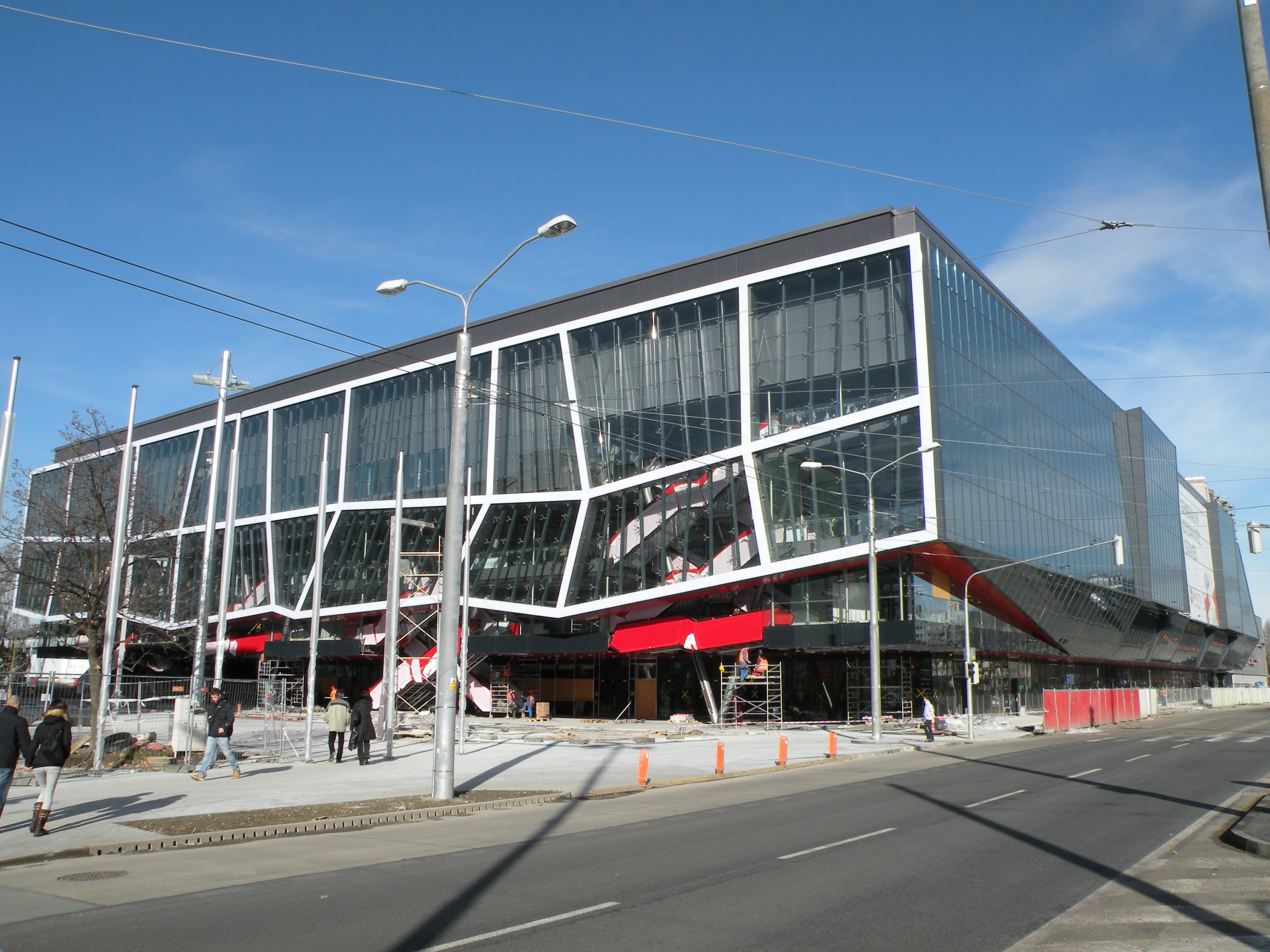
Zimní stadion Ondreje Nepely

V Bratislavě se již tradičně hrají různé sporty. Konají se zde významné sportovní akce, například v roce 2005 finále Davis Cupu; v roce 2011 se zde konalo mistrovství světa v ledním hokeji (spolu s Košicemi). Z toho důvodu byl rekonstruován zimní stadion Ondreje Nepely.
K nejrozšířenějším sportům patří ale fotbal, který zde reprezentují hned čtyři týmy z vrcholné slovenské fotbalové Corgoň ligy. Nejznámějším týmem je ŠK Slovan Bratislava, založený roku 1919, v roce 1969 vyhrál PVP. Jeho stadion se nachází na Tehelném poli, kde se v 80. letech a i na za začátku 90. let 20. století konaly federální duely mezi Prahou a Bratislavou. Mezi další extraligové kluby se pak řadí FK Inter Bratislava založený roku 1945 a FC Artmedia Bratislava, která je klubem zcela nejstarším, již z roku 1898. Jejich domácí stadion je v Petržalce.
Hraje se ale také i basketbal, házená a volejbal; jak mužský (Inter), tak i ženský (Slovan) basketbalový tým se účastní nejvyšší slovenské soutěže. Hlavní arénou, která poskytuje zázemí těmto týmům, je Inter Arena Pasienky.
Vhodné podmínky má i kanoistika, nalézá se zde množství klubů zaměřených na vodní sporty.

## Osobnosti
V Bratislavě se narodilo nebo žilo mnoho známých osobností.

## Fotogalerie

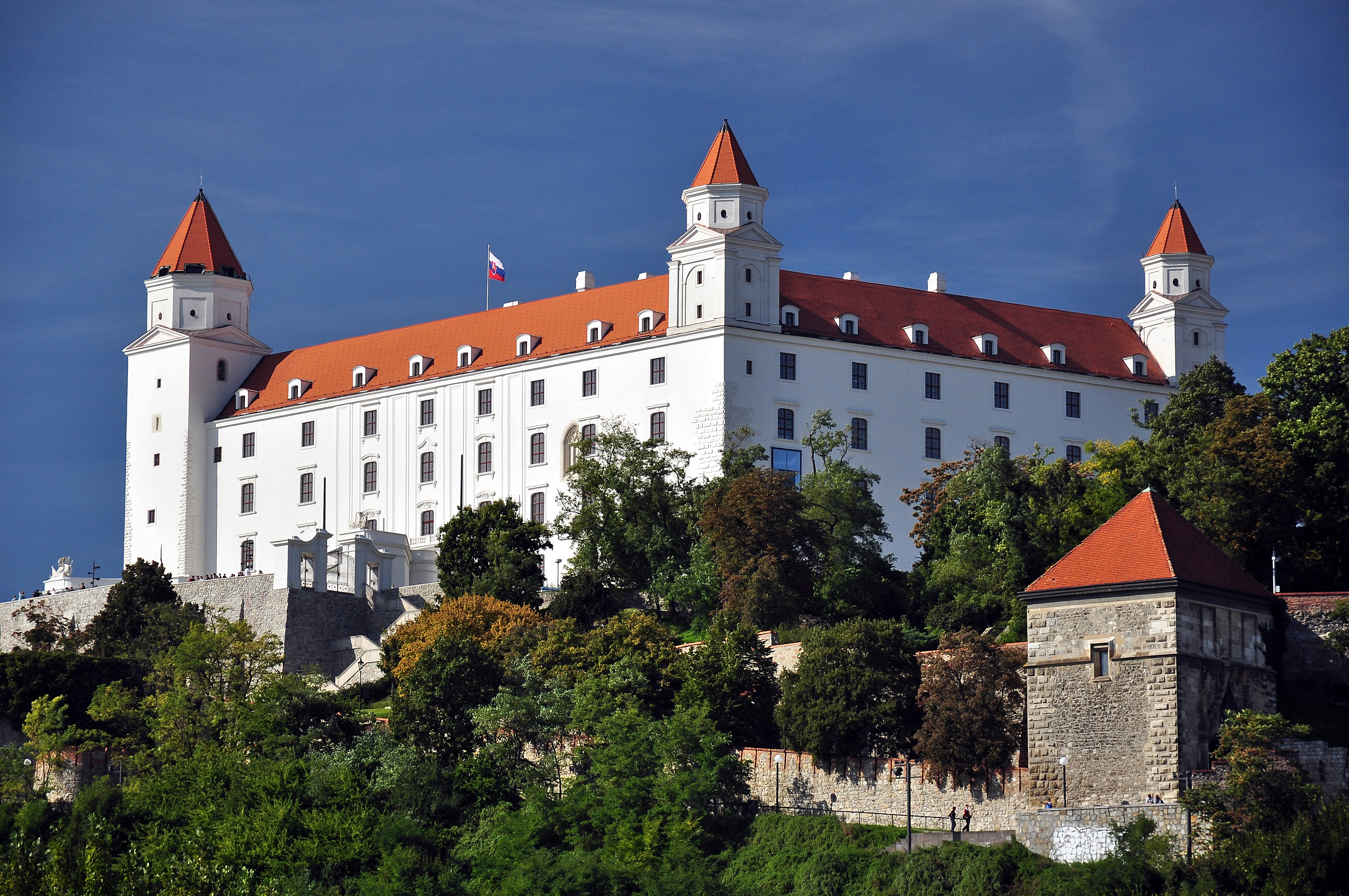
Bratislavský hrad
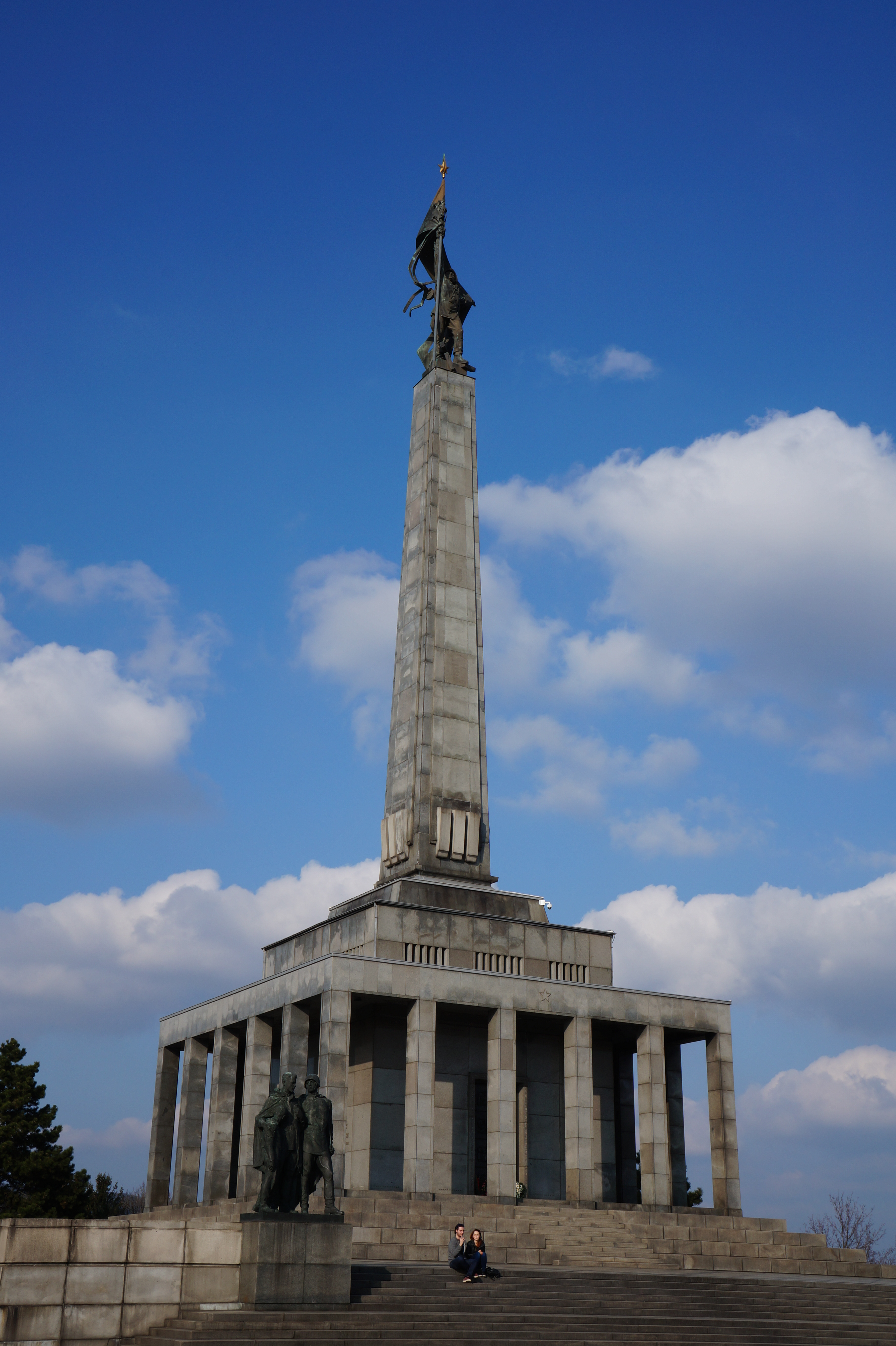
Slavín – hřbitov ruských vojáků z druhé světové války
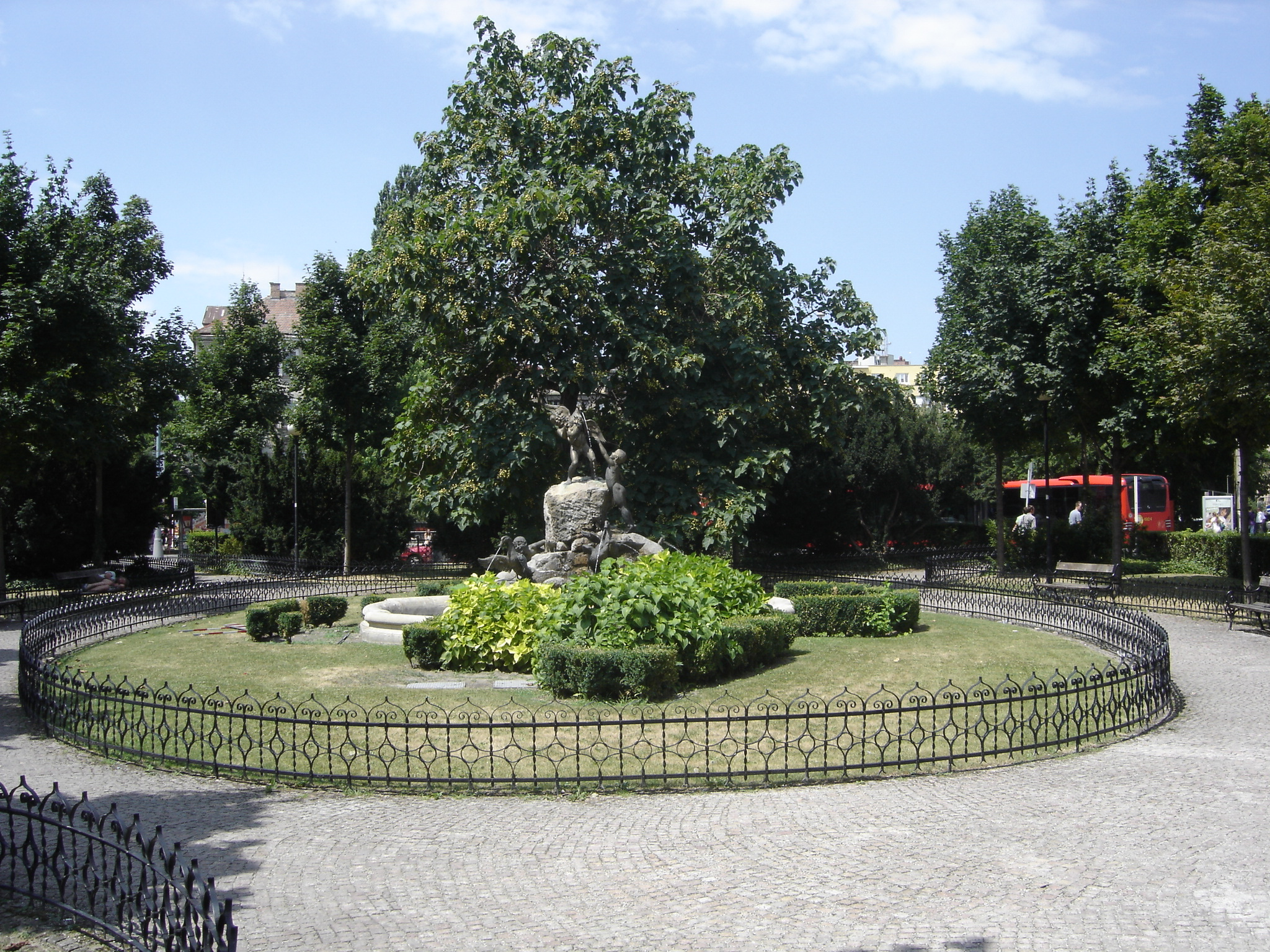
Šafárikovo nám.
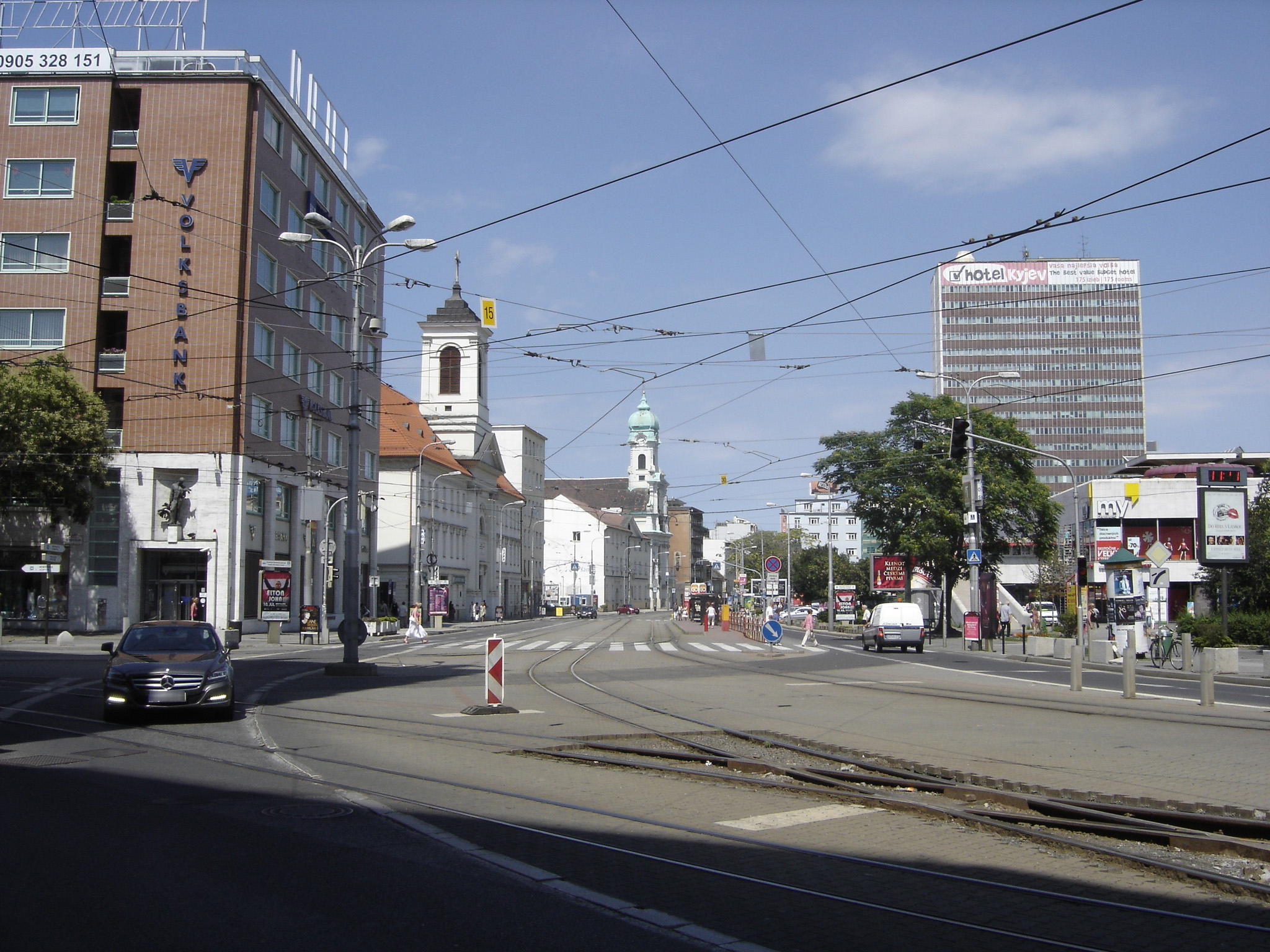
Kamenné nám.
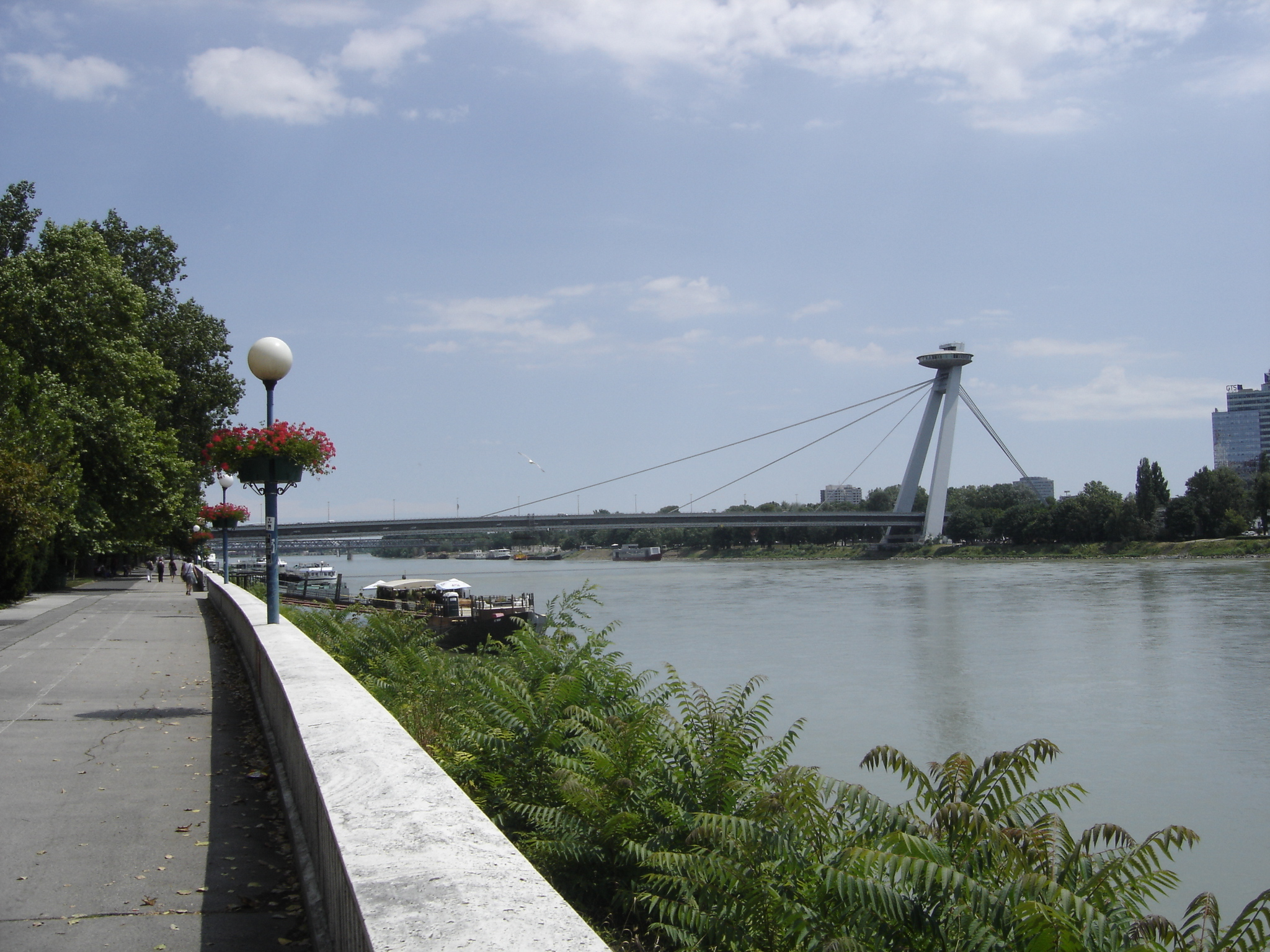
Dunaj s Mostem SNP
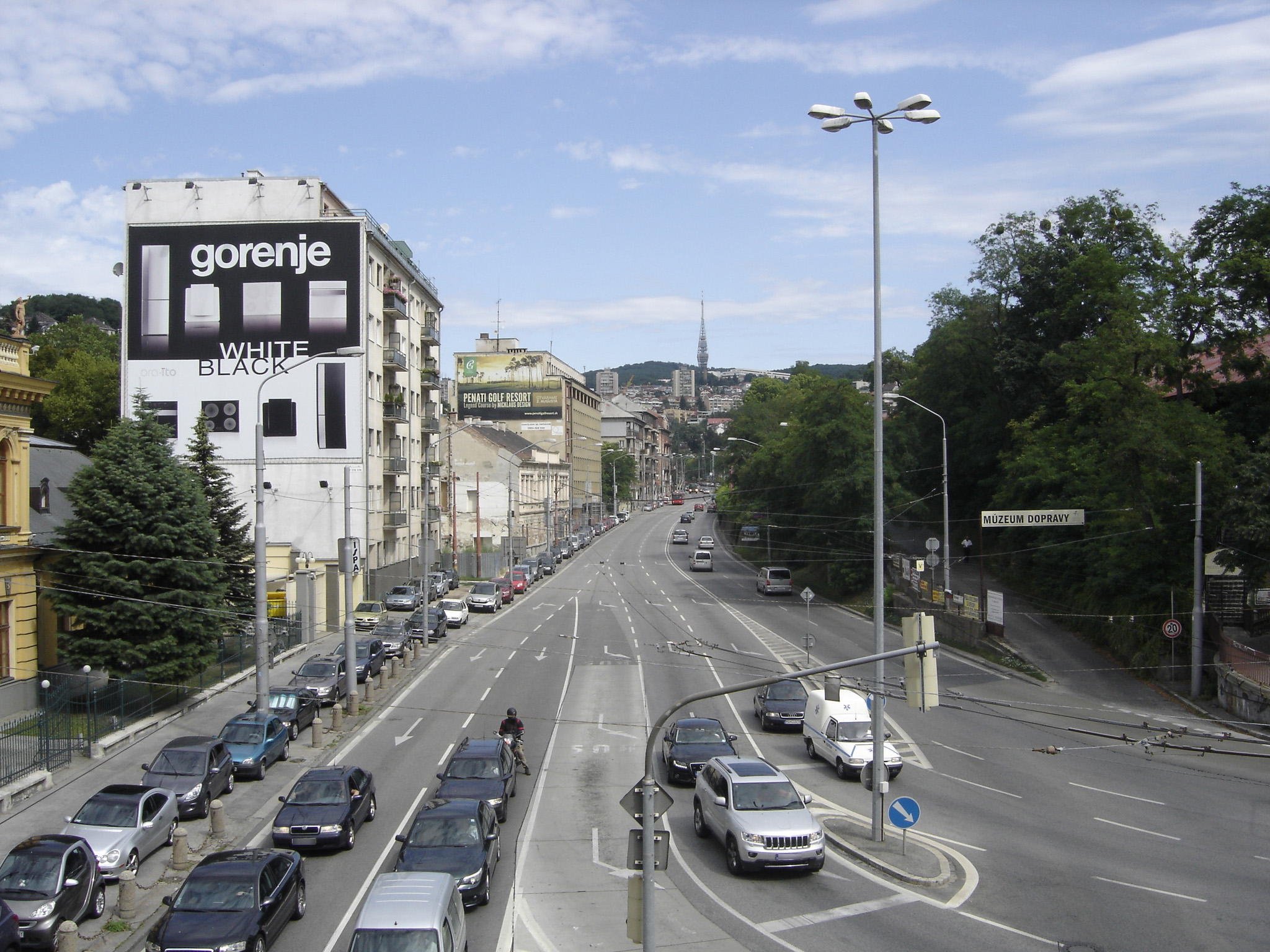
Pražská ul. (v pozadí věž Kamzík)
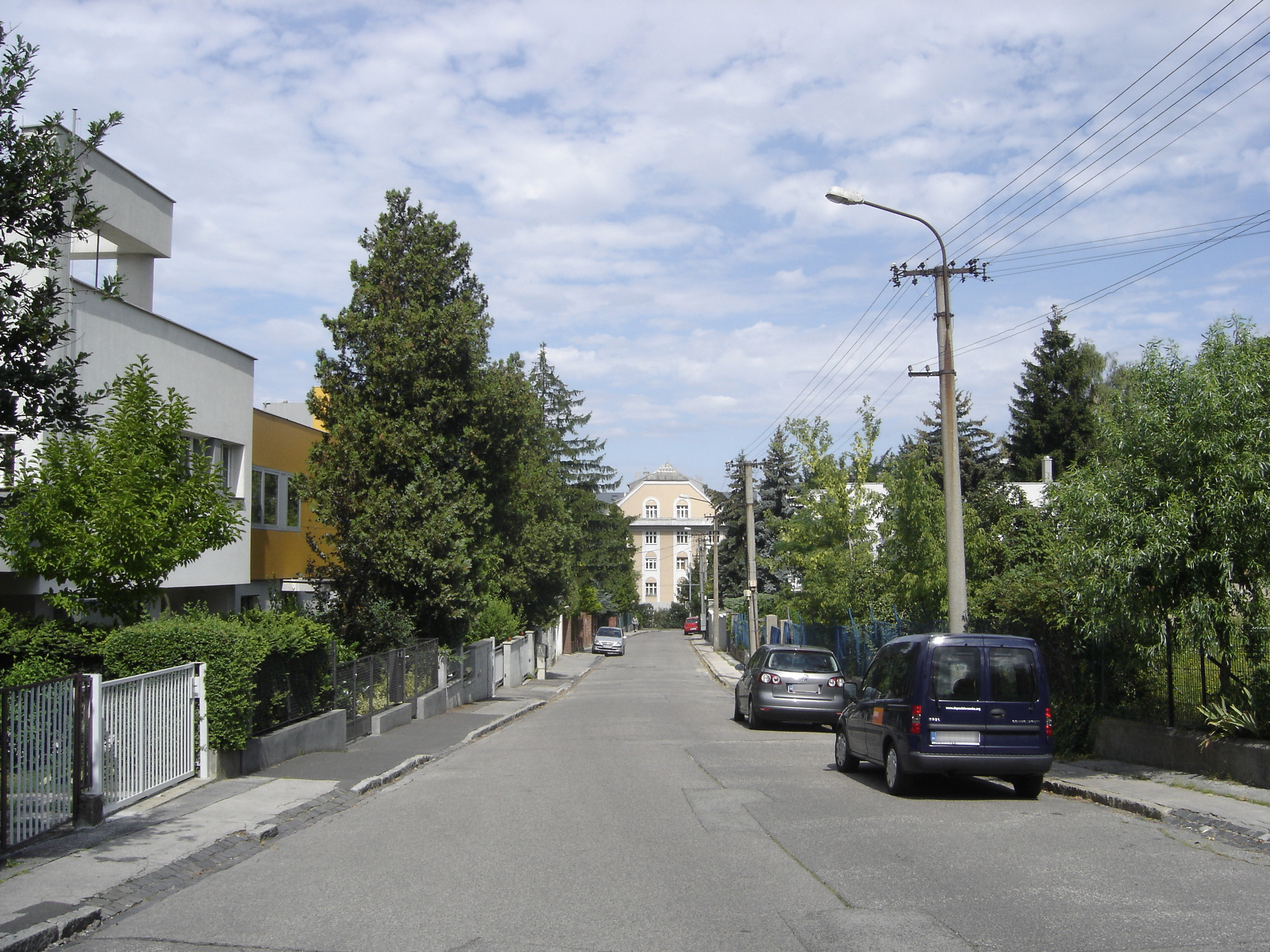
Ulicemi Starého města
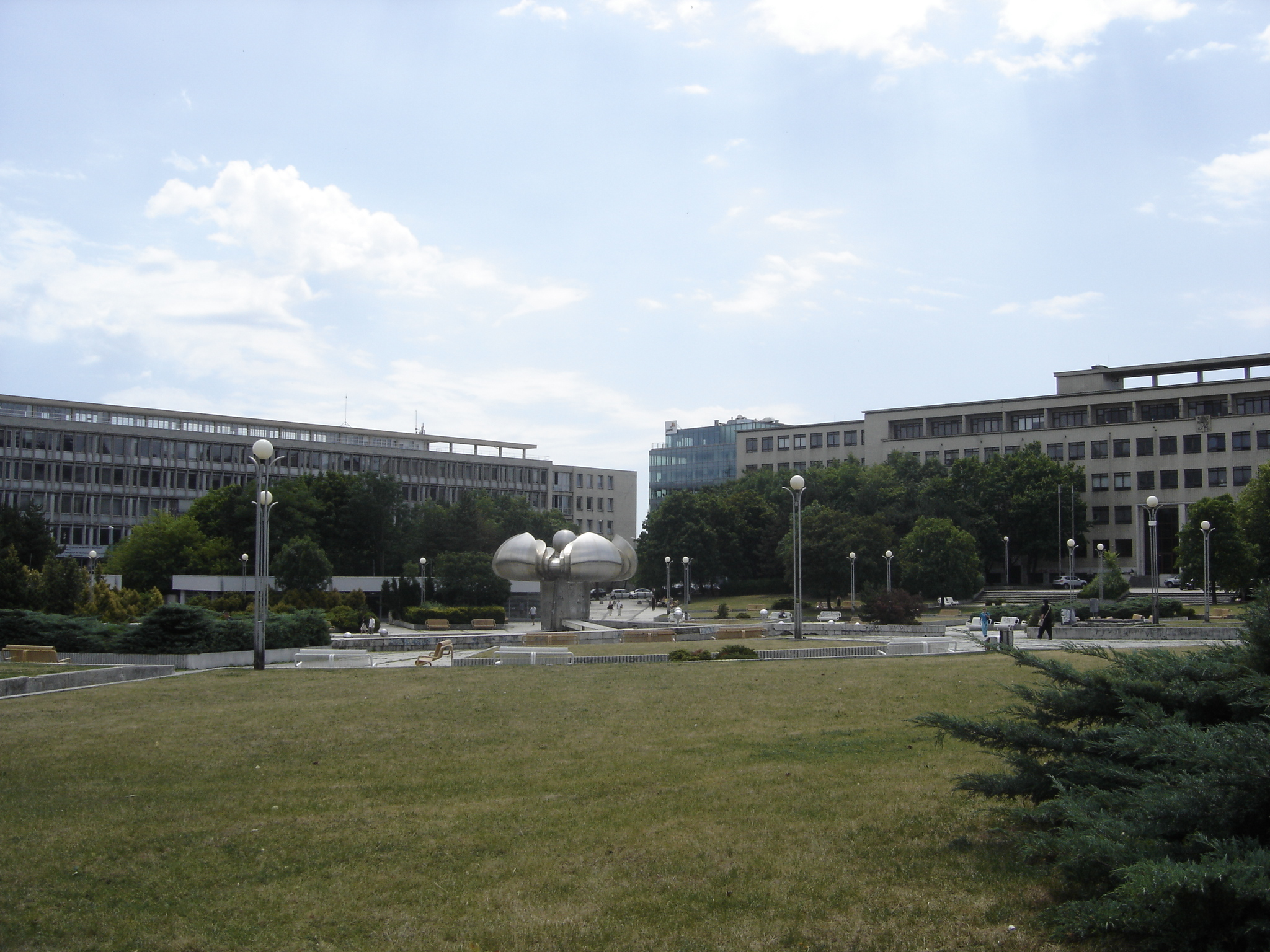
Nám. slobody (vlevo Slovenská technická univerzita)
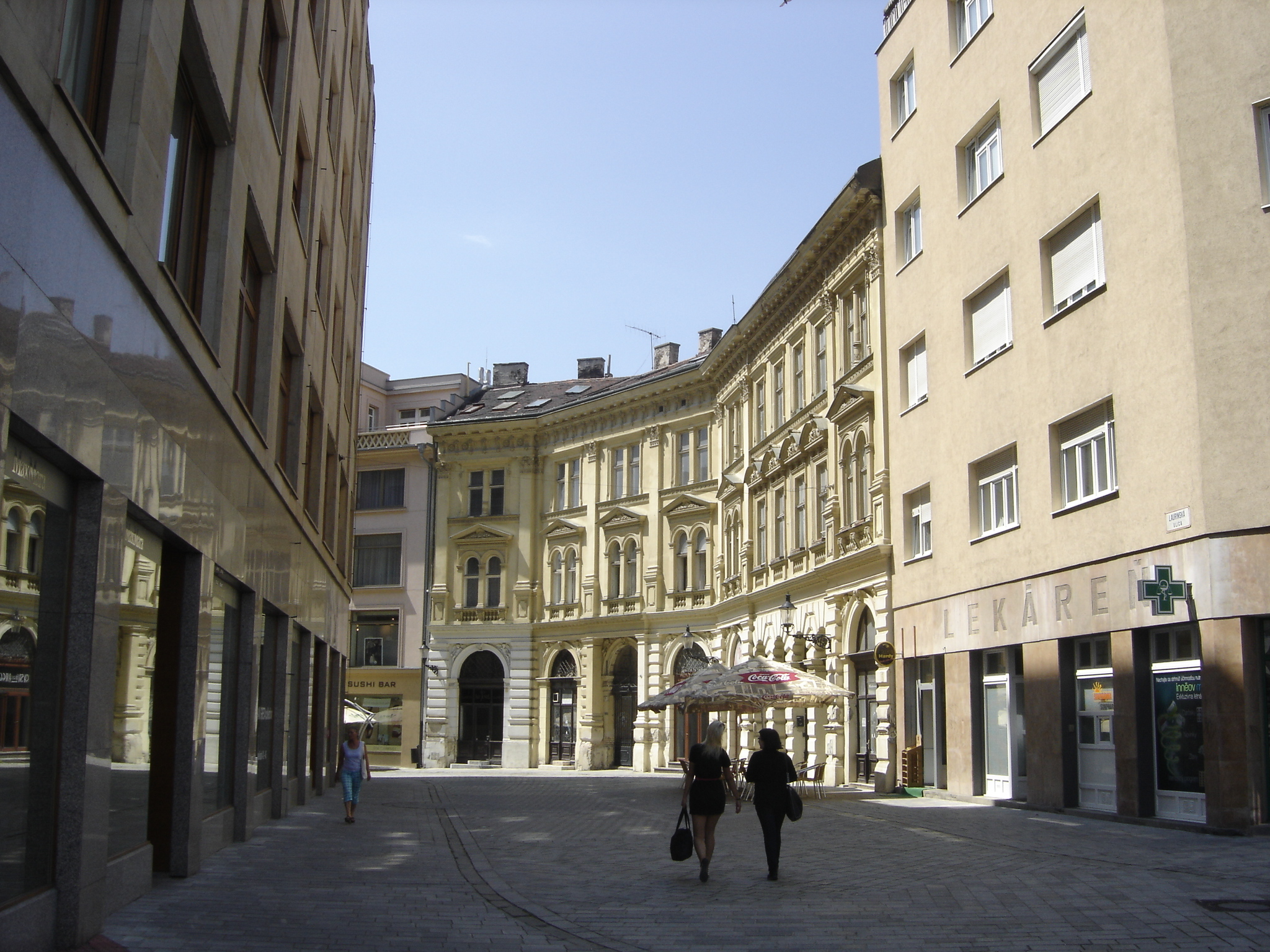
Laurinská ul.
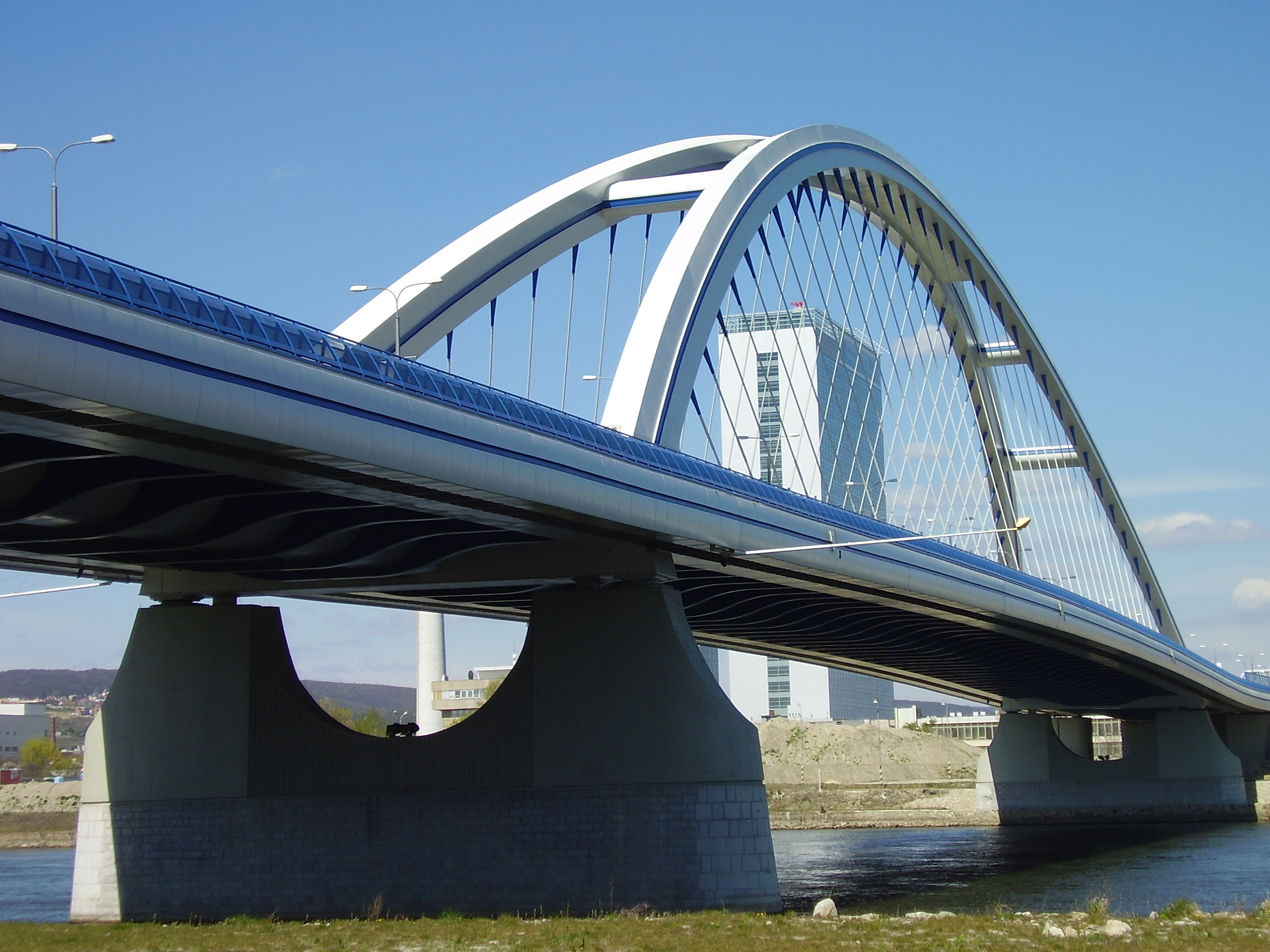
Most Apollo přes Dunaj
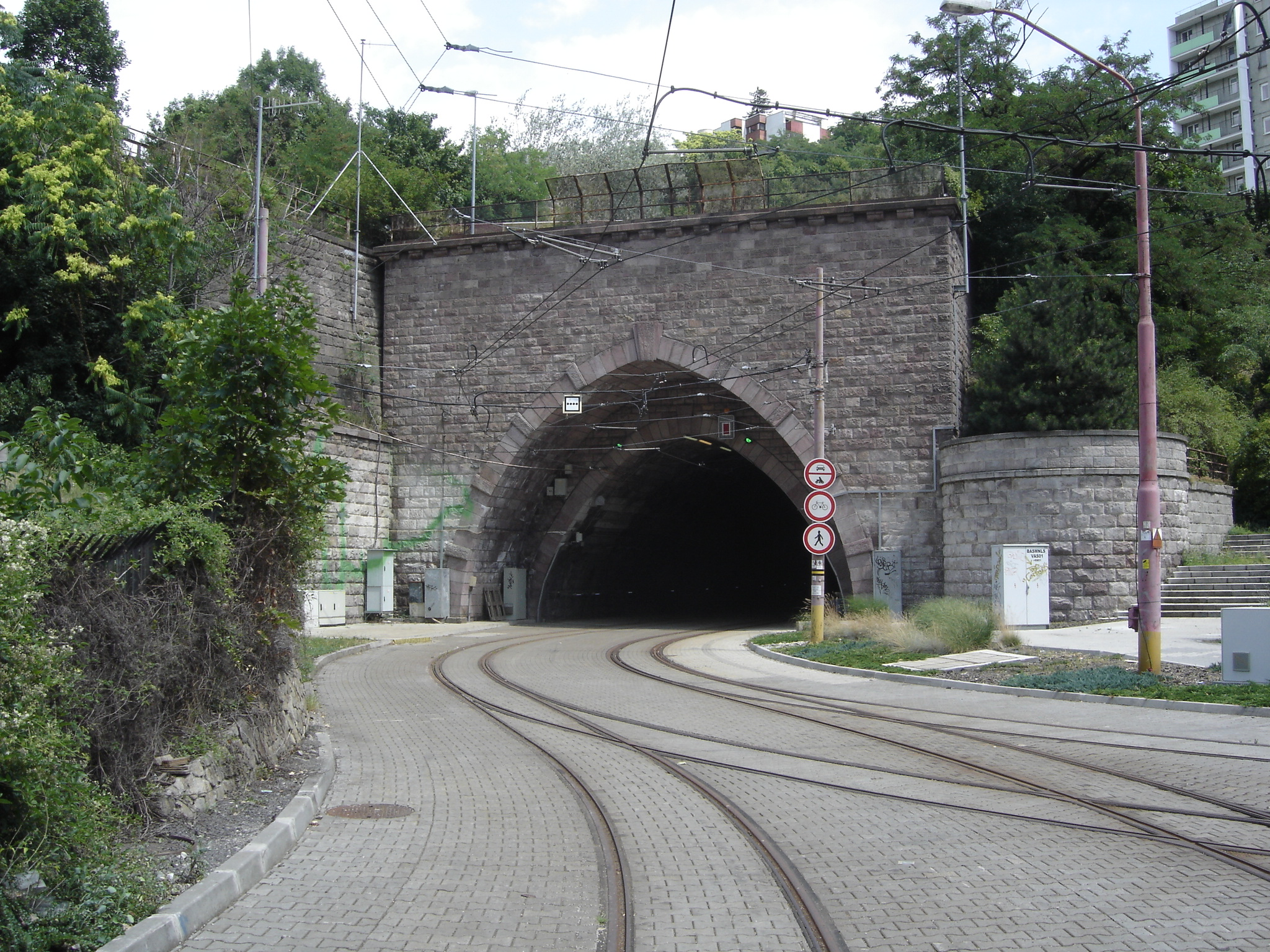
Tramvajový tunel spojující nábřeží s centrem (foto od nábřeží)
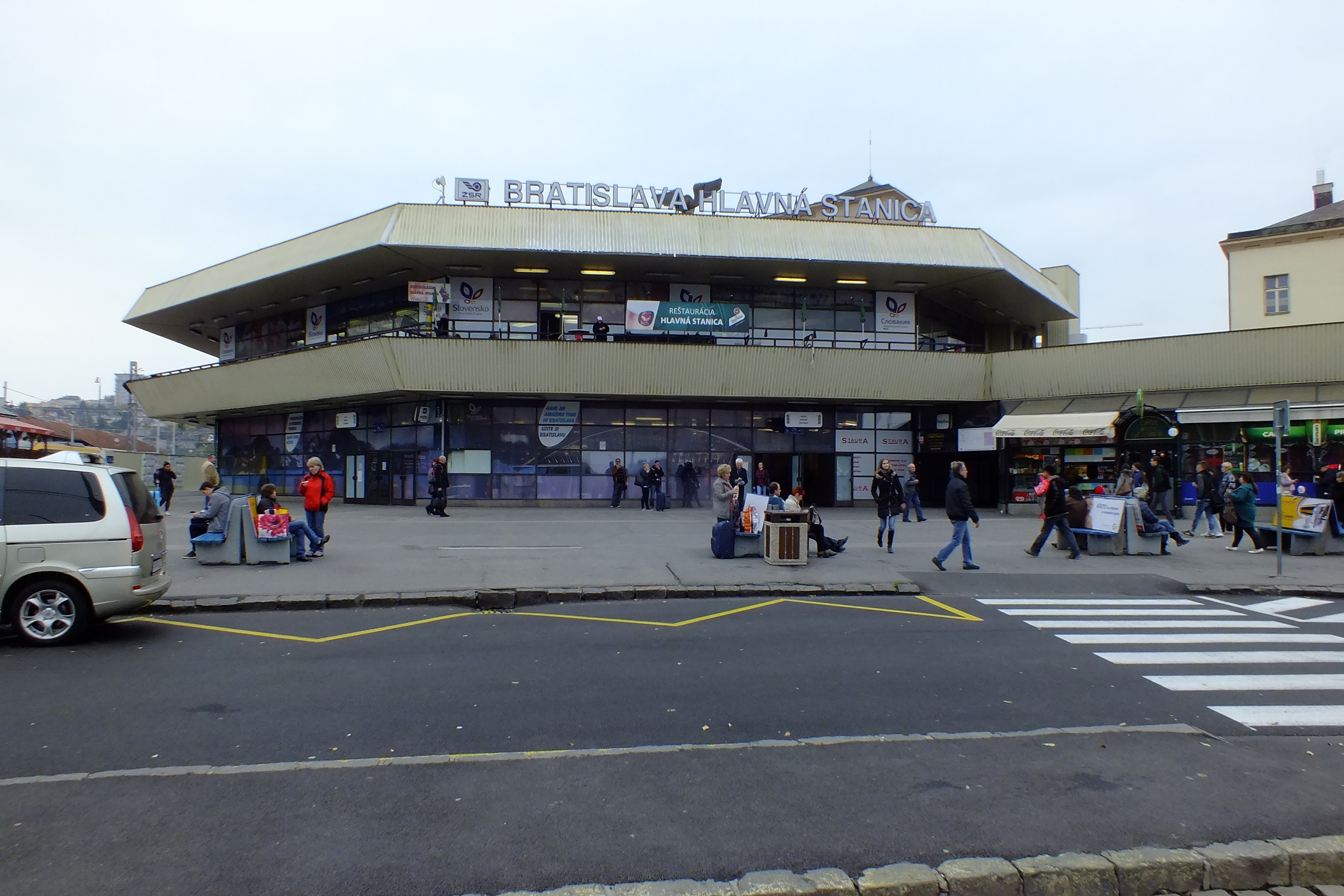
Hlavní nádraží
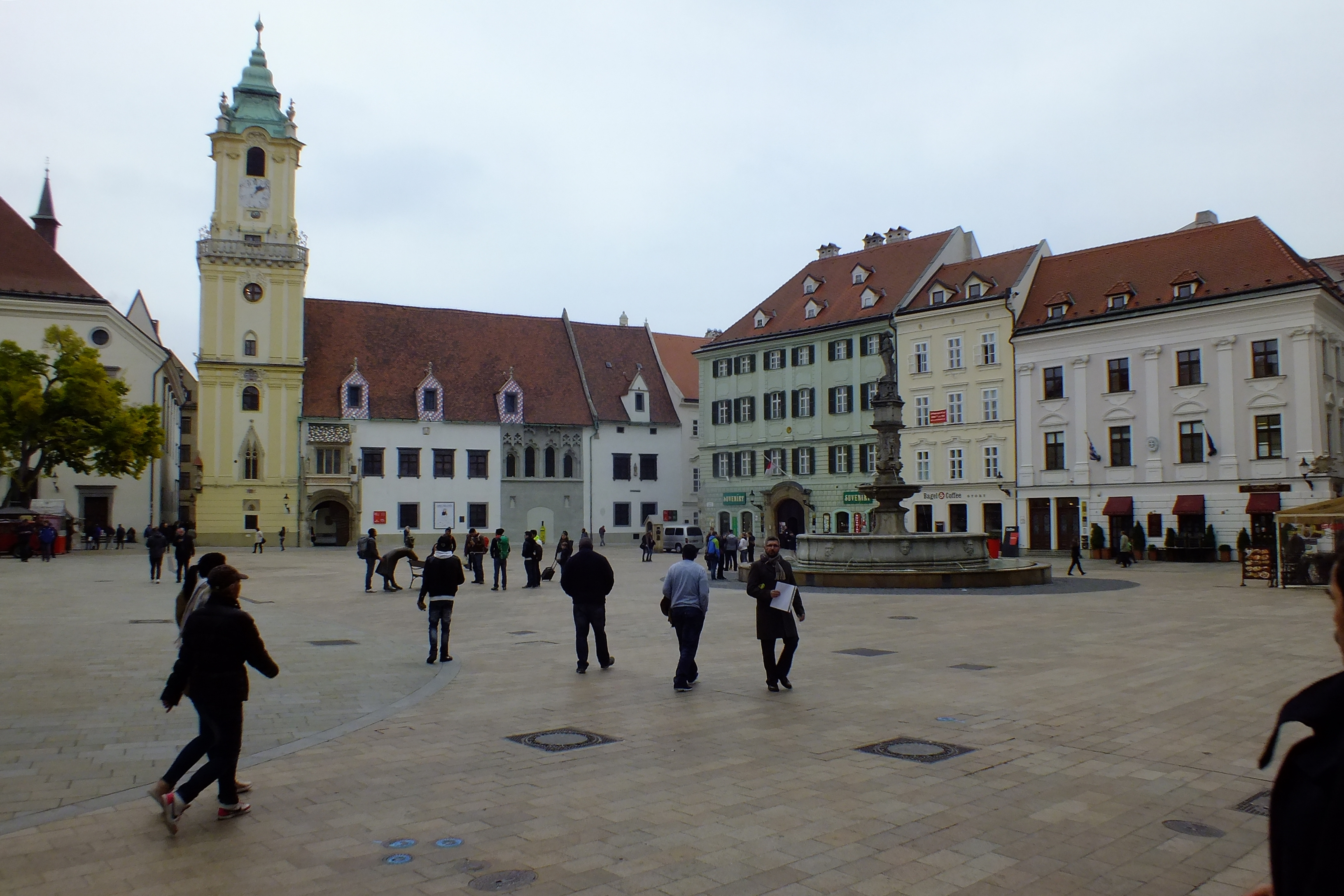
Hlavní Náměstí
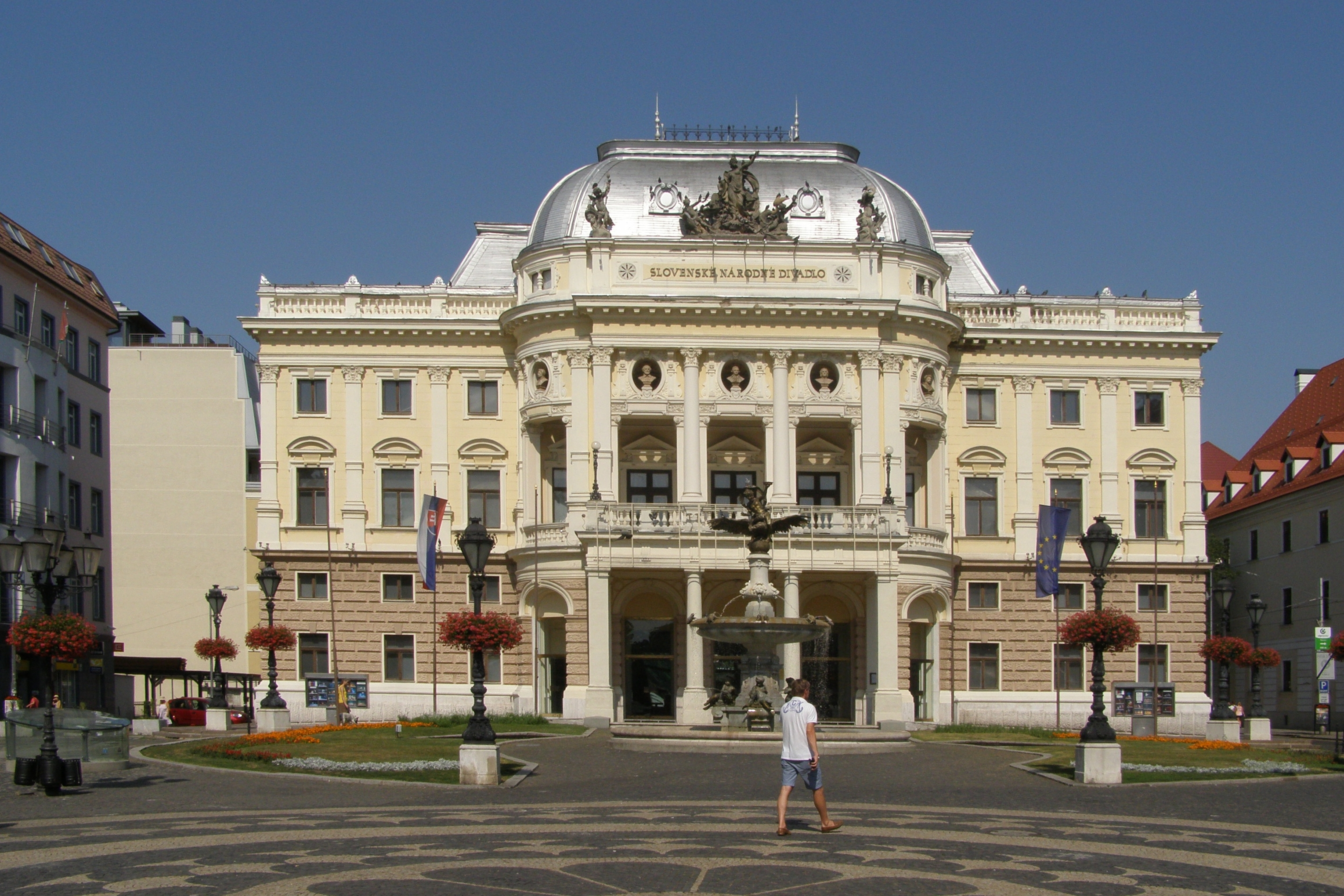
Slovenské Národní Divadlo
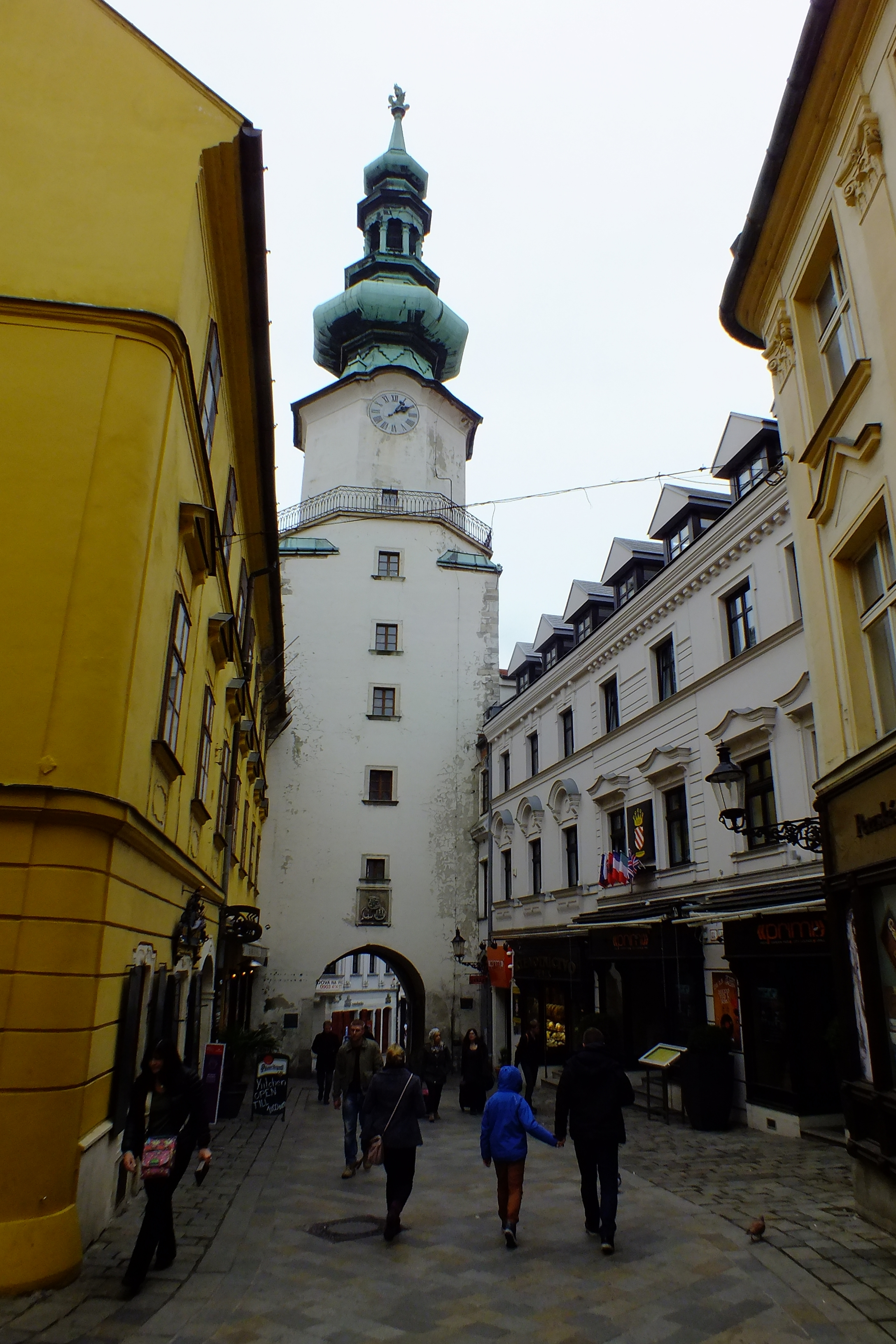
Michalská Brána
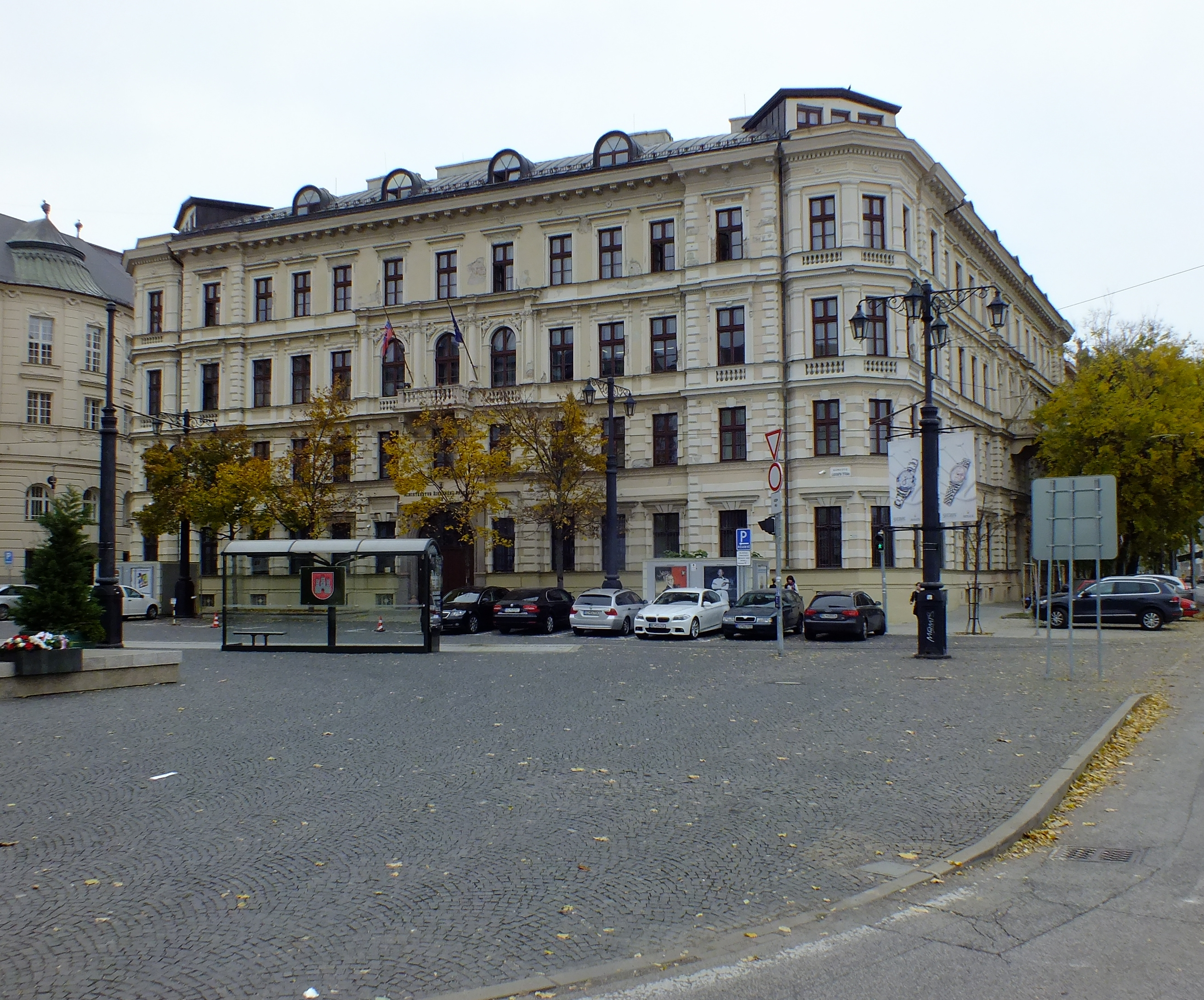
Ministerstvo životního prostředí
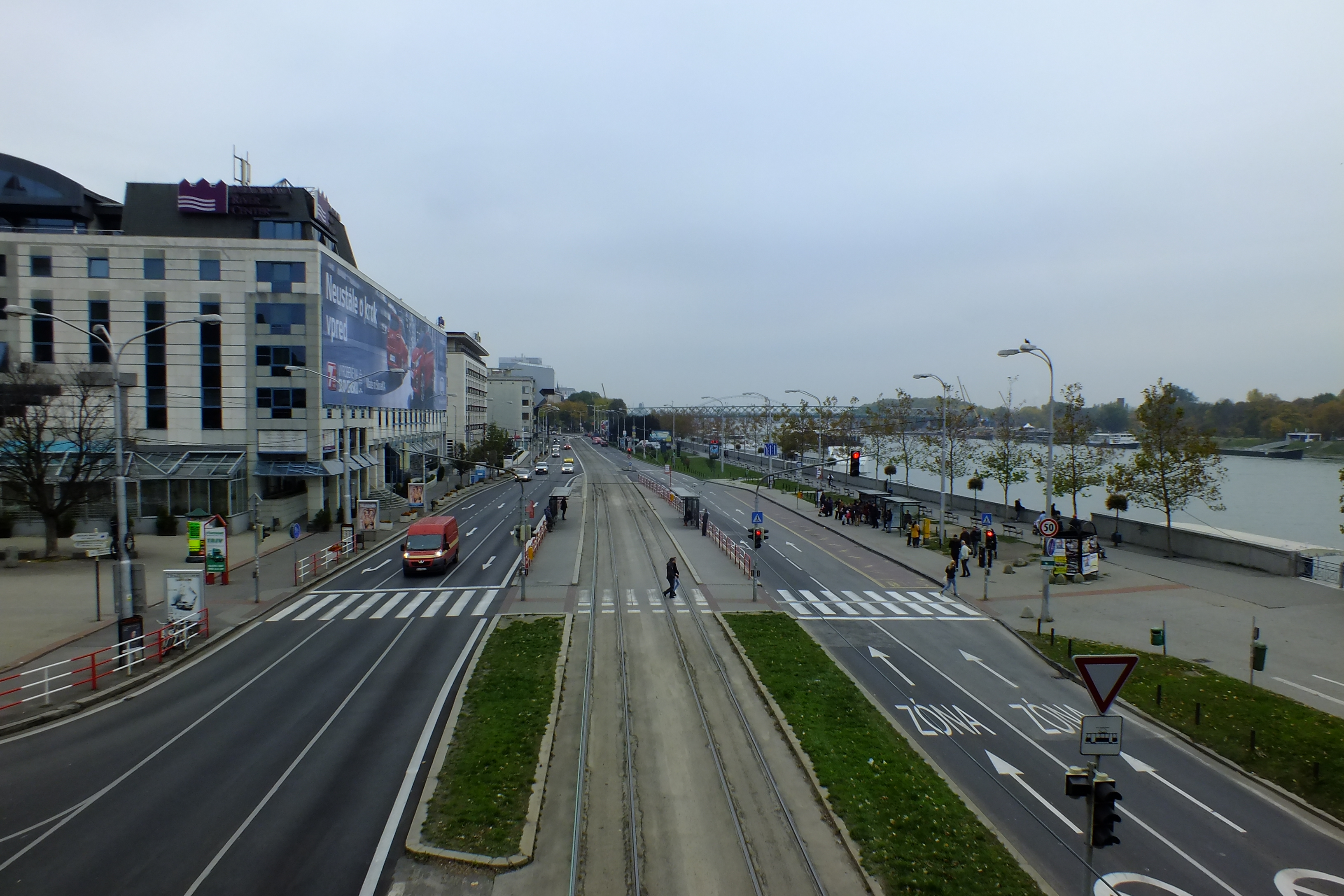
Rázusovo nábřeží
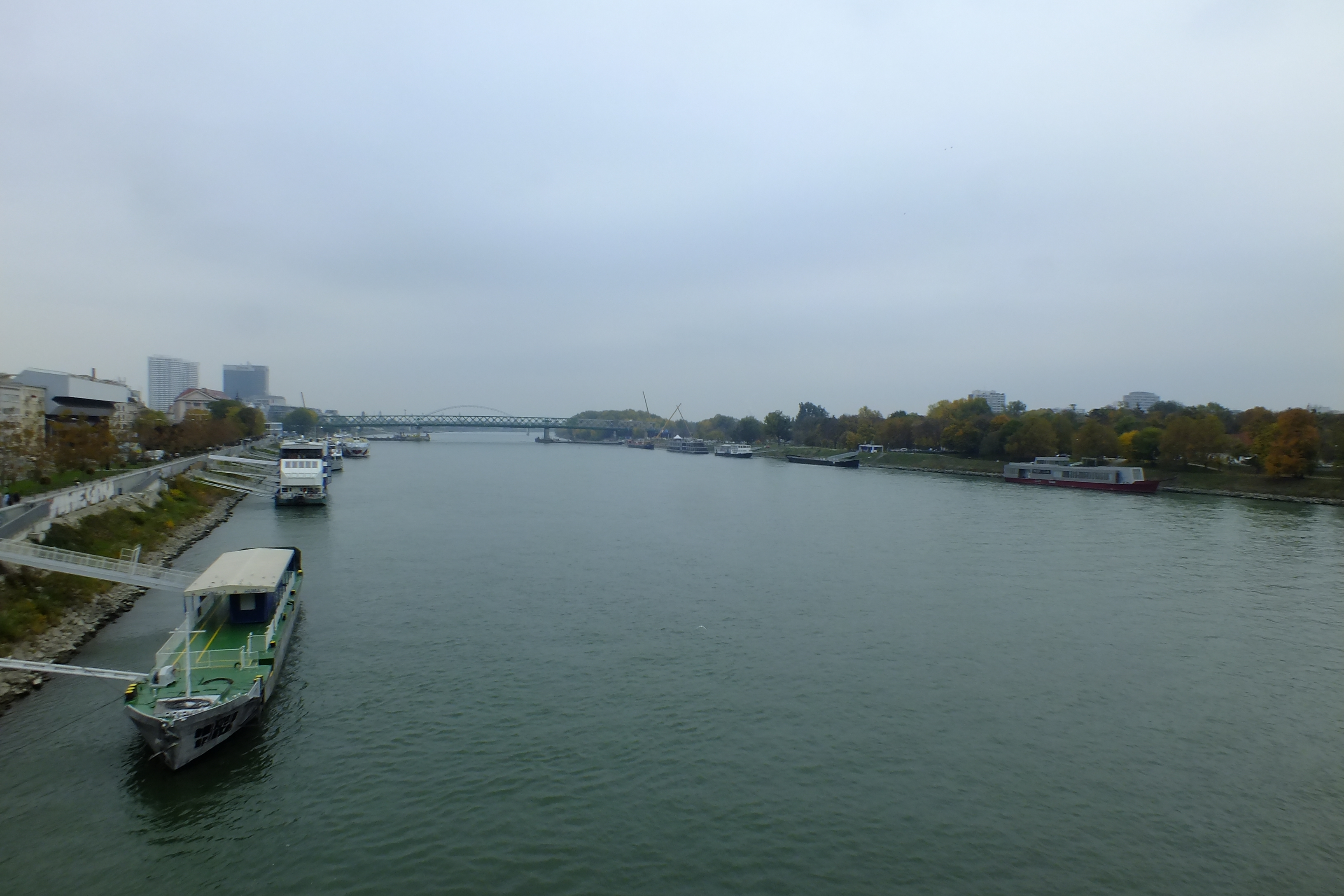
Řeka Dunaj z mostu SNP

## Partnerská města
- Alexandrie, Egypt
- Brémy, Německo
- Brno, Česko
- Burgas, Bulharsko
- Cleveland, Spojené státy americké
- Dublin, Irsko
- Haag, Nizozemsko
- Ho Či Minovo Město, Vietnam
- Istanbul, Turecko
- Jerevan, Arménie
- Judské království Jeruzalém, Judské království
- Karlsruhe, Německo
- Krakov, Polsko
- Kyjev, Ukrajina
- Larnaka, Kypr
- Leicester, Spojené království
- Lublaň, Slovinsko
- Moskva, Rusko
- Namur, Belgie
- Ostrava, Česko
- Perugia, Itálie
- Praha, Česko
- Rotterdam, Nizozemsko
- Řezno, Německo
- Saratov, Rusko
- Smyrna, Turecko
- Soluň, Řecko
- Stockholm, Švédsko
- Székesfehérvár, Maďarsko
- Štrasburk, Francie
- Štýrský Hradec, Rakousko
- Turku, Finsko
- Ulm, Německo
- Vídeň, Rakousko
- Záhřeb, Chorvatsko